# Pergamon
Koordinaten: 39° 8′ N, 27° 11′ O
Pergamon (altgriechisch τό Πέργαμον ‚das Pérgamon‘, seltener ἡ Πέργαμος ‚die Pérgamos‘; lateinisch Pergamum; heute Bergama) war eine antike griechische Stadt nahe der Westküste Kleinasiens in der heutigen Türkei, etwa 80 km nördlich von Smyrna (dem heutigen İzmir). Während des 3. und 2. Jahrhunderts v. Chr. war Pergamon Hauptstadt des Pergamenischen Reichs, das sich über große Teile des westlichen Kleinasiens erstreckte. Unter der kunstsinnigen Dynastie der Attaliden, die bestrebt war, ein neues Athen zu schaffen, wurde die Stadt zu einem der bedeutendsten Kulturzentren des Hellenismus. Nach einer antiken Legende wurde das nach Pergamon benannte Pergament in dieser Stadt erfunden. Tatsächlich war Pergamon ein Zentrum der Pergamentproduktion.
Pergamon lag am nördlichen Rand einer Ebene, die von dem Fluss Kaïkos (dem heutigen Bakırçay) gebildet wurde. Die Bebauung erhebt sich zu Füßen, an den Hängen und auf der Hochfläche der Akropolis, deren Kern aus einem etwa 335 Meter hohen, tafelbergförmigen Massiv aus Andesitgestein besteht. Der Burgberg fällt nach Norden, Osten und Westen sehr steil ab, während die Südseite über drei natürliche Absätze einen flacheren Übergang zur Ebene bildet. Westlich durchfließt der Selinus (heute Bergamaçay) an der Akropolis vorbei die Stadt, im Osten fließt der Ketios (heute Kestelçay).

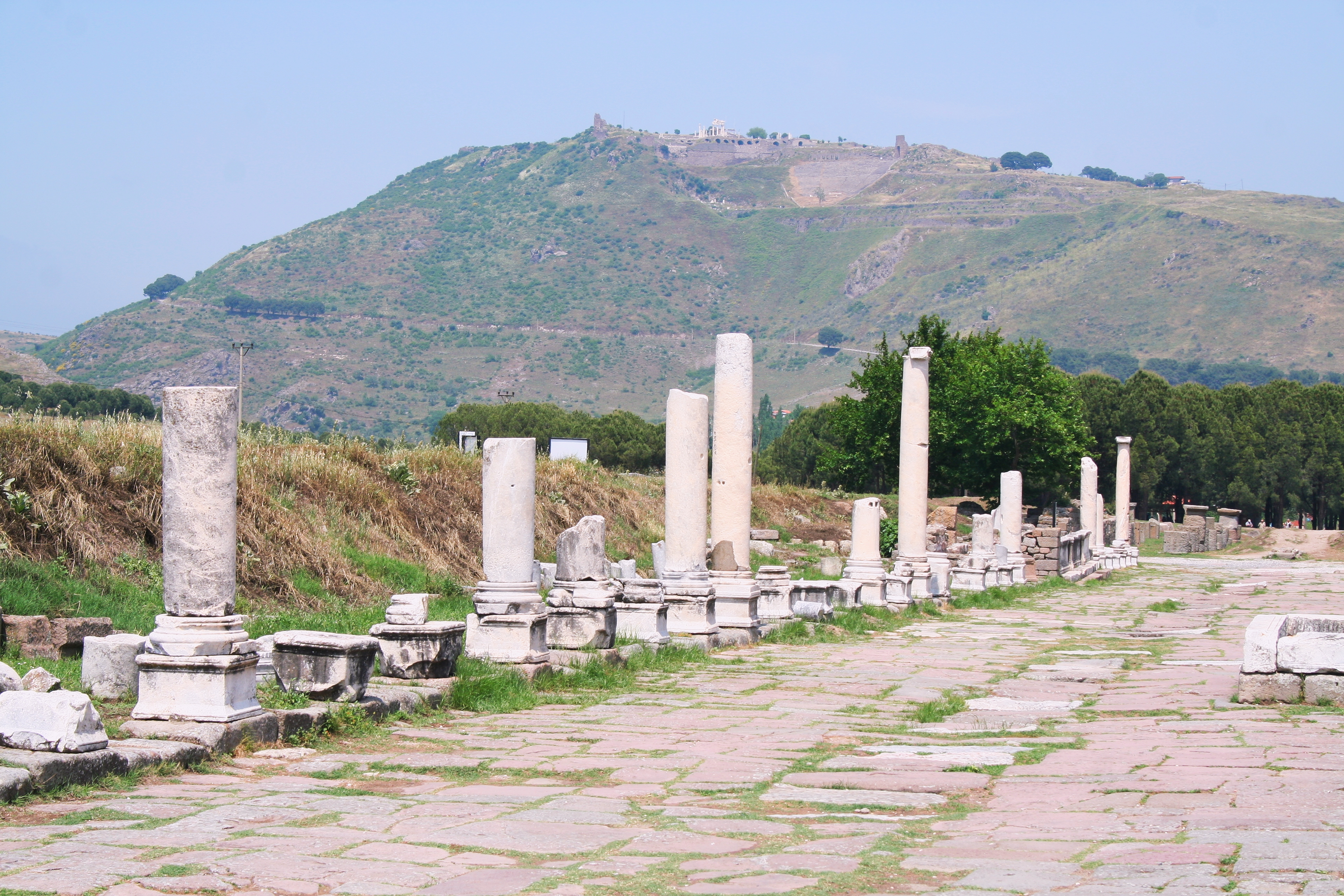
Akropolis von Pergamon vom Asklepieion

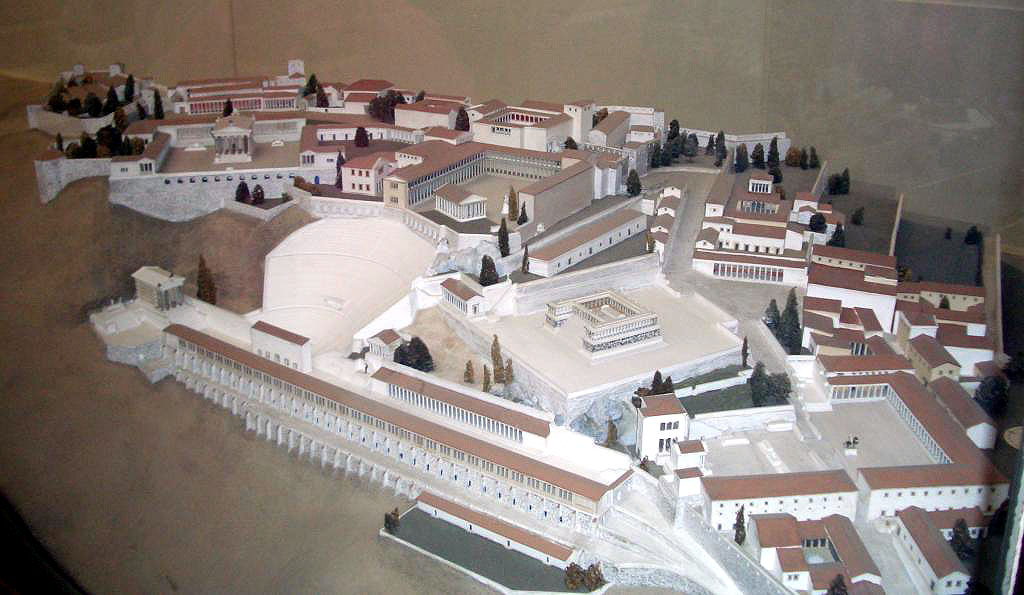
Modell der antiken Akropolis von Pergamon im Berliner Pergamonmuseum

## Lage

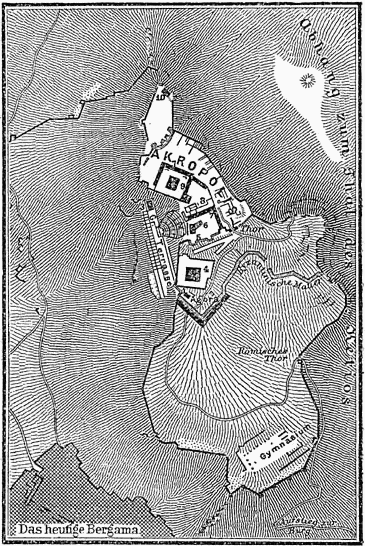
Historische Karte der Akropolis von Pergamon

Pergamon liegt am nördlichen Rand der Kaïkos-Ebene in der historischen Landschaft Mysien im Nordwesten der Türkei. Der Kaïkos, der sich dort einen Durchbruch in die umgebenden Gebirge und Hügellandschaften geschaffen hat, fließt – nach zunächst ostwestlichem Verlauf – in einem weiten Bogen nach Südwesten. Am Fuße des nördlich gelegenen Gebirges erhebt sich zwischen den Flüssen Selinus und Ketios der Burgberg bis auf eine Höhe von 335 Metern über Meereshöhe. Die Entfernung bis zum Meer beträgt 26 Kilometer, allerdings öffnet sich die Kaïkos-Ebene nicht frei zum Meer, sondern wird vor der Öffnung vom Massiv des Karadağ dominiert. Die Landschaft erhält dadurch einen stark binnenländischen Charakter. Das an der Kaïkos-Mündung liegende Elaia war in hellenistischer Zeit der Hafen Pergamons. Das Klima ist wie an der übrigen kleinasiatischen Westküste mediterran geprägt mit einer Trockenzeit von Mai bis August.
Wie das überwiegend aus vulkanischem Gestein, insbesondere Andesit, bestehende Kaïkos-Tal ist auch der Burgberg als Eruptivstock aus Andesit gebildet. Das Massiv ist zwischen Selinus und Ketios rund einen Kilometer breit und auf der Nord-Süd-Erstreckung rund 5,5 Kilometer lang. Das nahezu tafelbergförmige Bergmassiv besteht aus einer breit angelegten Basis und einer relativ kleinen abgeflachten Spitze, der Oberburg. Die zum Ketios, der dort zwischen Felsen durchbricht, gerichtete Breitseite fällt steil ab, während die zum Tal des Selinus gelegene Breitseite weniger schroff ist. Beim Blick von Norden auf das Massiv ist die sich über die Basis erhebende Spitze gut zu erkennen. Auf der Nordseite bildet der Berg einen etwa 70 Meter breiten, vorspringenden Sporn. Südöstlich dieses Garten der Königin genannten Vorsprungs erreicht der Berg seine größte Höhe und bricht dort unvermittelt nach Osten ab. Auf einer Länge von weiteren 250 Metern nach Süden bleibt die Oberburg mit etwa 150 Meter sehr schmal, bevor sich das Massiv in Stufen nach Osten und Süden sanfter abfallend auf etwa 350 Meter verbreitert und dann in Richtung Südwesten in die Ebene übergeht.

## Geschichte

### Vorhellenistische Zeit
Die Besiedlung Pergamons lässt sich sicher für die archaische Zeit nachweisen, doch sind die Befunde gering und stützen sich vor allem auf Funde von Fragmenten westlicher Importkeramik ostgriechischer und korinthischer Provenienz, die aus dem späten 8. Jahrhundert v. Chr. stammen. Demgegenüber lässt sich eine Besiedlung bereits in der Bronzezeit nicht recht fassen, auch wenn bronzezeitliche Steinwerkzeuge aus dem Gebiet nicht fehlen. Erstmals wird Pergamon literarisch für das Jahr 400/399 v. Chr. genannt, da in Pergamon der Zug der Zehntausend, die sogenannte Anabasis, endete. Xenophon, der die Stadt Pergamos nennt, übergab hier im März 399 v. Chr. die Reste des griechischen Söldnerheeres – nach Diodor etwa 5 000 Mann – an Thibron, der einen Feldzug gegen Tissaphernes und Pharnabazos plante. Zu dieser Zeit war Pergamon im Besitz der Familie des Gongyles aus Eretria und Xenophon wurde von dessen Witwe Hellas gastlich aufgenommen. Im Jahr 362 v. Chr. versuchte ein Orontes, Satrap in Mysien, in Pergamon die Selbstständigkeit zu erreichen. Erst mit Alexander dem Großen wurde dieses Gebiet und mit ihm Pergamon von der persischen Vorherrschaft unabhängig. Spuren der vorhellenistischen Besiedlung des 4. Jahrhunderts v. Chr. sind selten, da in den nachfolgenden Zeiten das Gelände immer wieder tiefgreifend umgestaltet und im Zuge großflächiger Terrassierungen ältere Bausubstanz meist gänzlich abgetragen wurde. Auf das 4. Jahrhundert v. Chr. zurückzuführen ist etwa der Athenatempel, aber auch im Demeterheiligtum lassen sich Altarfundamente und Mauern des 4. Jahrhunderts v. Chr. nachweisen.

### Hellenistische Zeit

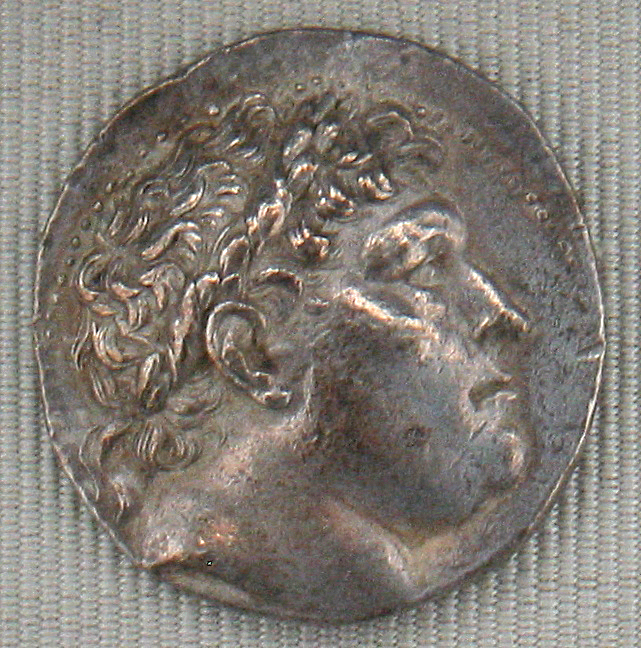
Münzbildnis des Philetairos auf einer Münze Eumenes’ I.

Zur Zeit der Diadochen gehörte Pergamon wie das übrige Mysien zum Herrschaftsbereich des Lysimachos. Er setzte Philetairos als Bewacher der Burg ein, in der mit 9 000 Talenten ein großer Teil der Kriegsbeute des Lysimachos deponiert war. Mit diesem Schatz gelang es Philetairos, sich nach dem Tod des Lysimachos im Jahr 281 v. Chr. unabhängig zu machen und mit den Attaliden eine eigene Dynastie zu begründen.

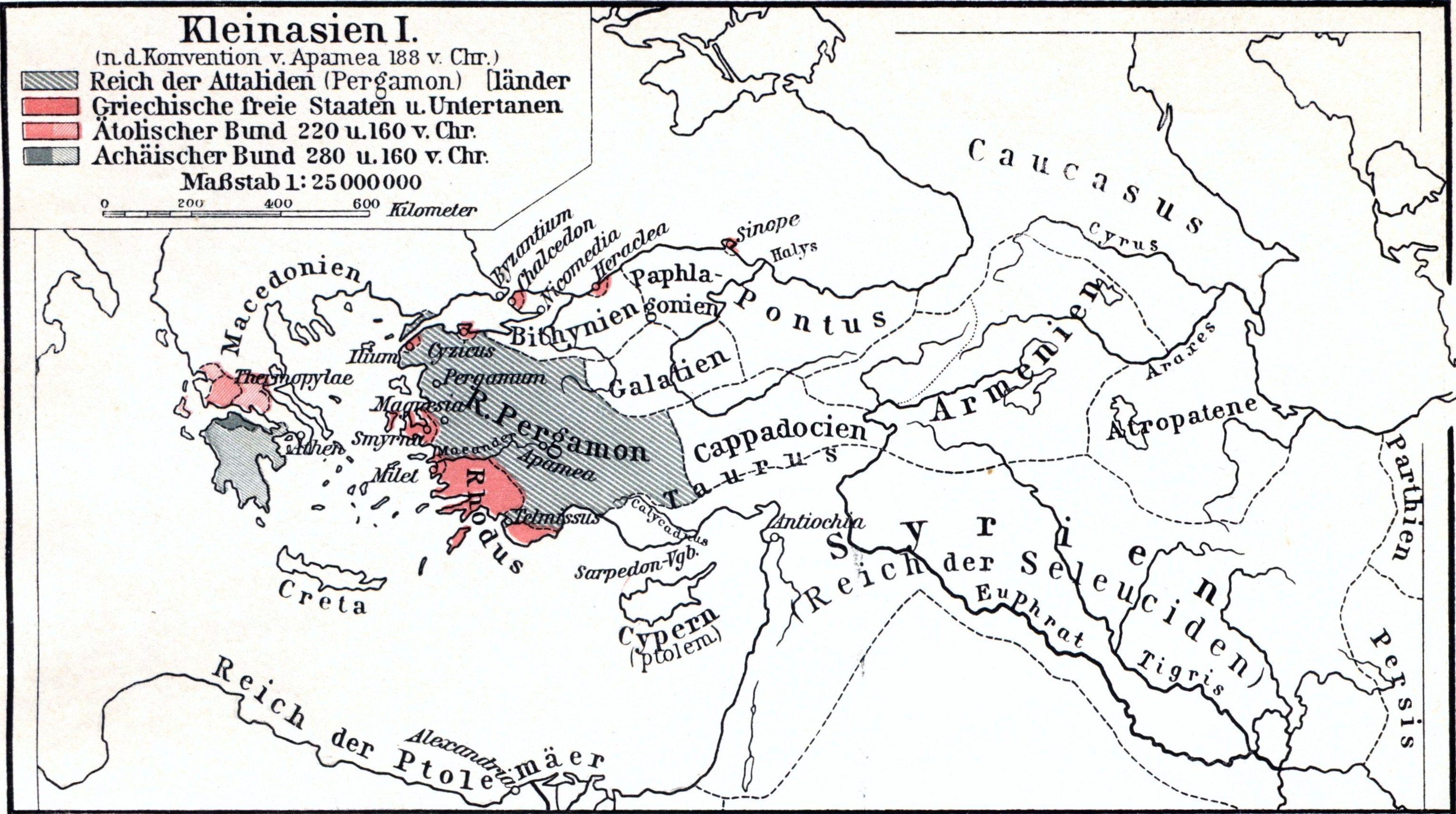
Das Reich Pergamon in Kleinasien 188 v. Chr.

Die Attaliden beherrschten Pergamon von 281 bis 133 v. Chr.: Philetairos 281–263; Eumenes I. 263–241; Attalos I. 241–197; Eumenes II. 197–159; Attalos II. 159–138; Attalos III. 138–133. War das Herrschaftsgebiet des Philetairos noch ganz auf die nähere Umgebung der Stadt beschränkt, dehnte Eumenes I. Anspruch und Gebiet nachhaltig aus. Insbesondere nach der Schlacht bei Sardes im Jahr 261 v. Chr. gegen Antiochos I. eignete sich Eumenes die Gebiete bis zur Küste und Teile des landeinwärts gelegenen Hinterlands an. Die Stadt wurde somit zum Zentrum des Pergamenischen Reichs. Eumenes I. nahm noch nicht den Königstitel an. Dies vollzog erst sein Nachfolger Attalos I., nachdem er die Galater, denen Pergamon unter Eumenes I. tributpflichtig war, geschlagen hatte. Nun erst gab es ein von allen Seiten unabhängiges Pergamenisches Reich, das 188 v. Chr. den Höhepunkt seiner Macht und Ausdehnung erreichte.

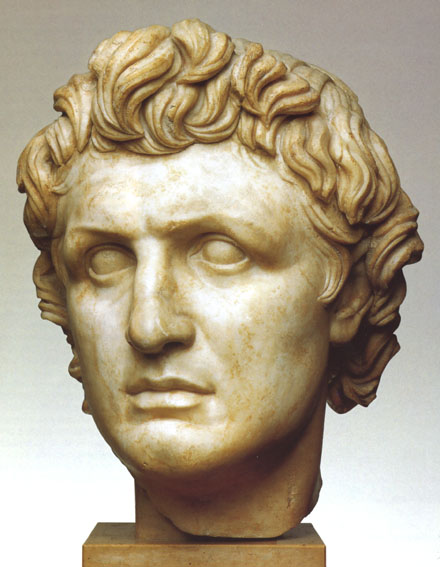
Überlebensgroßes Bildnis, wohl Attalos I., aus der frühen Regierungszeit Eumenes II.

Die Attaliden gehörten seit der Herrschaft Attalos’ I. zu den loyalsten Unterstützern Roms unter den hellenistischen Nachfolgestaaten. Unter Attalos I. standen sie auf der Seite Roms gegen Philipp V. von Makedonien während des Ersten und des Zweiten Makedonischen Kriegs. Mit ihrem 201 v. Chr. an Rom gerichteten Hilfegesuch gegen Philipp V. waren die Attaliden zusammen mit Rhodos einer der Auslöser des Zweiten Krieges gegen Philipp.
Auch im Römisch-Syrischen Krieg gegen den Seleukiden Antiochos III. gehörte Pergamon zur römisch-griechischen Koalition und erhielt nach dem Frieden von Apameia im Jahr 188 v. Chr. große Teile des kleinasiatischen Reichsgebiets der Seleukiden zugesprochen.
Eumenes II. unterstützte Rom ebenfalls im Dritten Makedonisch-Römischen Krieg gegen Perseus. Rom dankte es seinem Verbündeten nicht. Auf Grundlage eines Gerüchts, dem zufolge Pergamon während des Kriegs mit Perseus verhandelt habe, sollte Attalos II. nach dem Willen Roms Eumenes II. als Regent ablösen, was dieser von sich wies. Daraufhin verlor Pergamon seinen privilegierten Status in Rom und erhielt auch keine weiteren Territorien zugesprochen.
Unter den Brüdern Eumenes II. und Attalos II. erlebte Pergamon seine Blüte, die im monumentalen Stadtausbau ihren Niederschlag fand. Ziel war es, ein zweites Athen zu schaffen, ein Athen der künstlerischen und kulturellen Betriebsamkeit, wie es zur Zeit Perikles’ herrschte und weite Teile griechischen Kunstschaffens dominierte. Die beiden Brüder zeugten am ausgeprägtesten von einem Wesenszug der Attaliden, der in dieser Form unter den hellenistischen Dynastien selten war: einem ausgesprochenen Familiensinn, der weder Konkurrenzkampf noch Intrigen kannte. Eumenes II. und sein Bruder Attalos II., der den Beinamen Philadelphos, der Bruderliebende, trug, galten gar als Verkörperungen des sagenhaften Bruderpaares Kleobis und Biton.

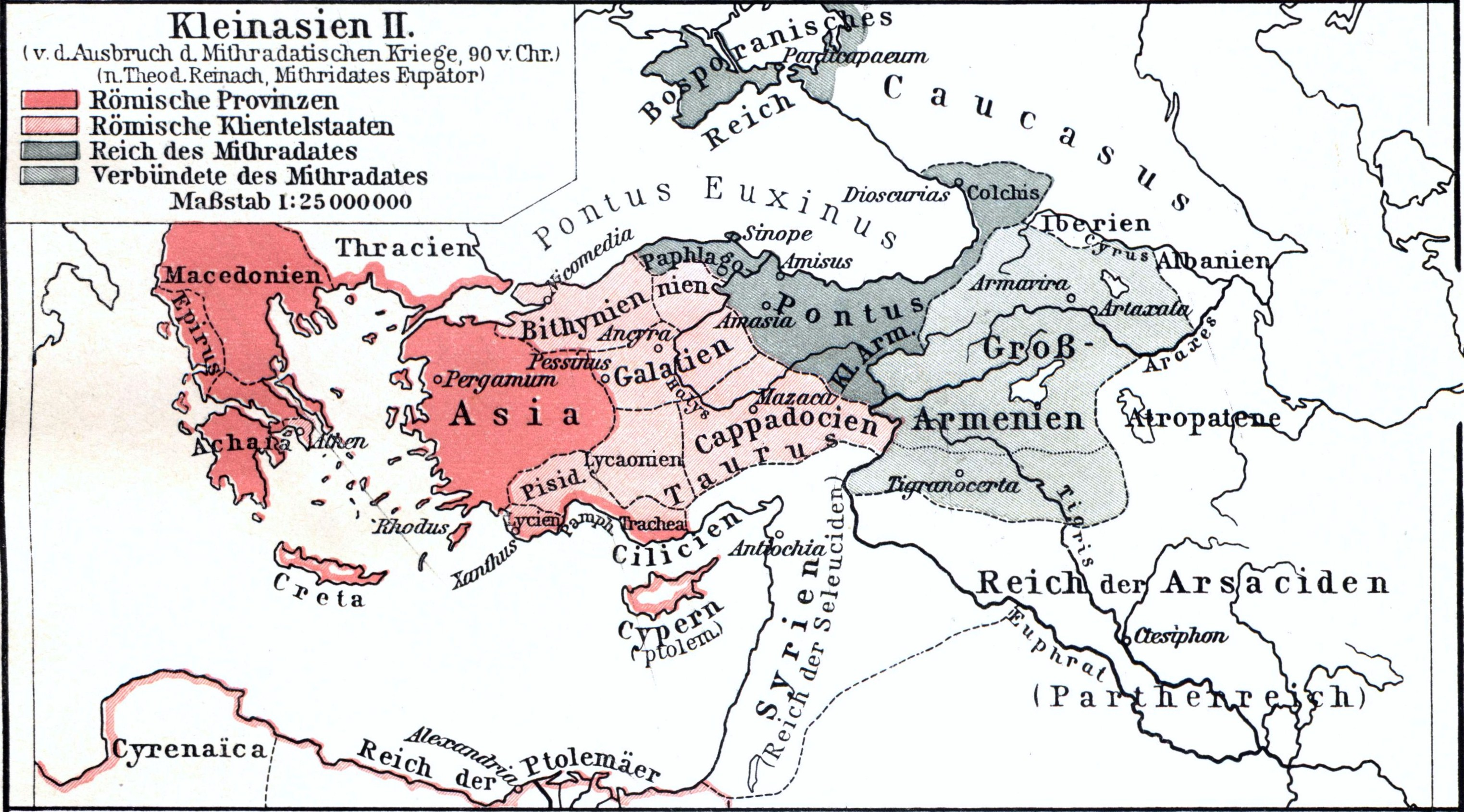
Pergamon innerhalb der römischen Provinz Asia 90 v. Chr.

Attalos III. von Pergamon, der 133 v. Chr. ohne Nachkommen starb, vererbte Pergamon an die Römer. Diese mussten aber zunächst den Aufstand des Aristonikos niederkämpfen, um ihr Erbe antreten zu können. Dies gelang erst 129 v. Chr. Aus dem Königreich Pergamon entstand so die römische Provinz Asia, die Stadt selbst wurde für frei erklärt.

### Römische Zeit

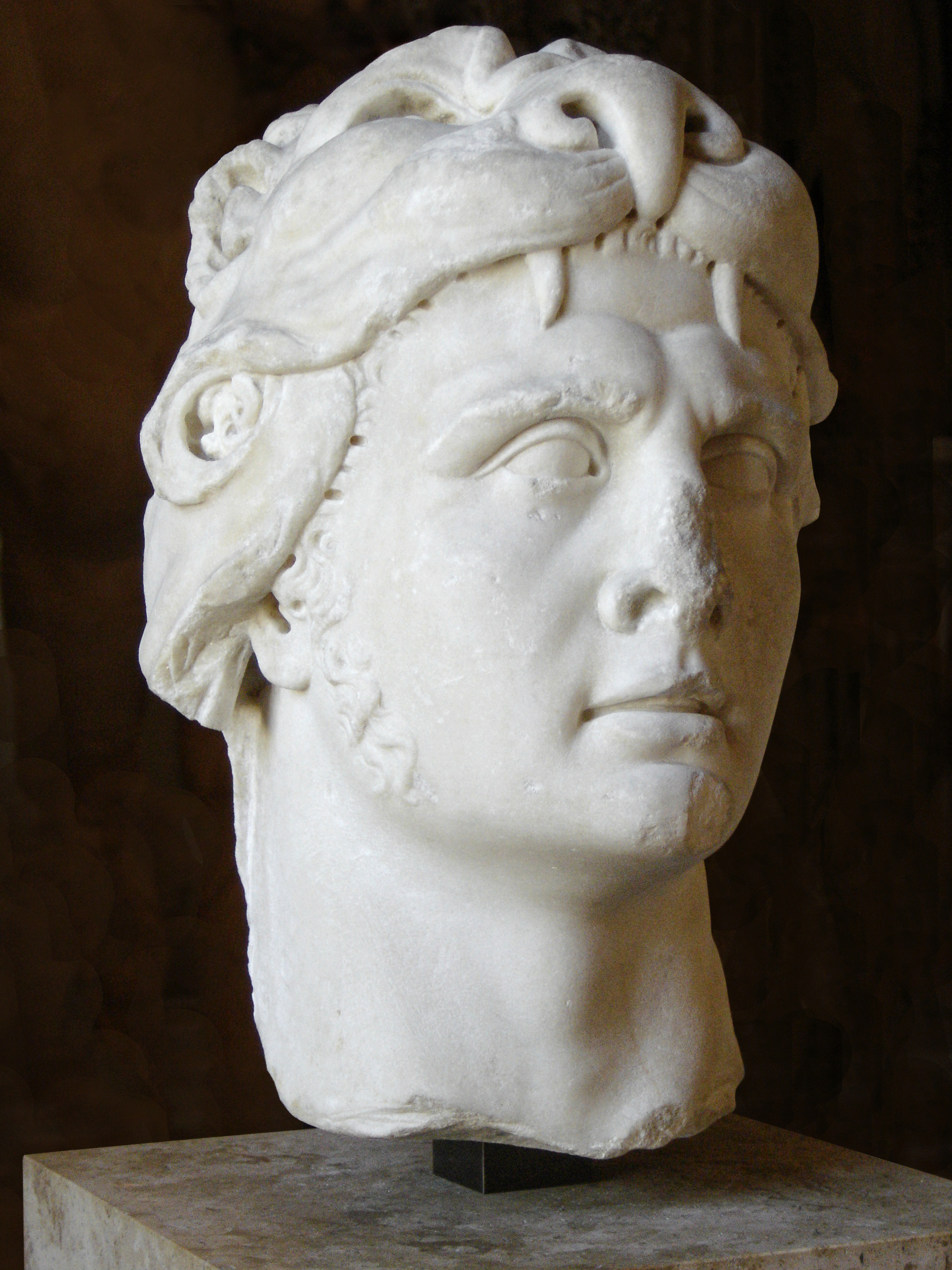
Mithridates – Porträt im Louvre

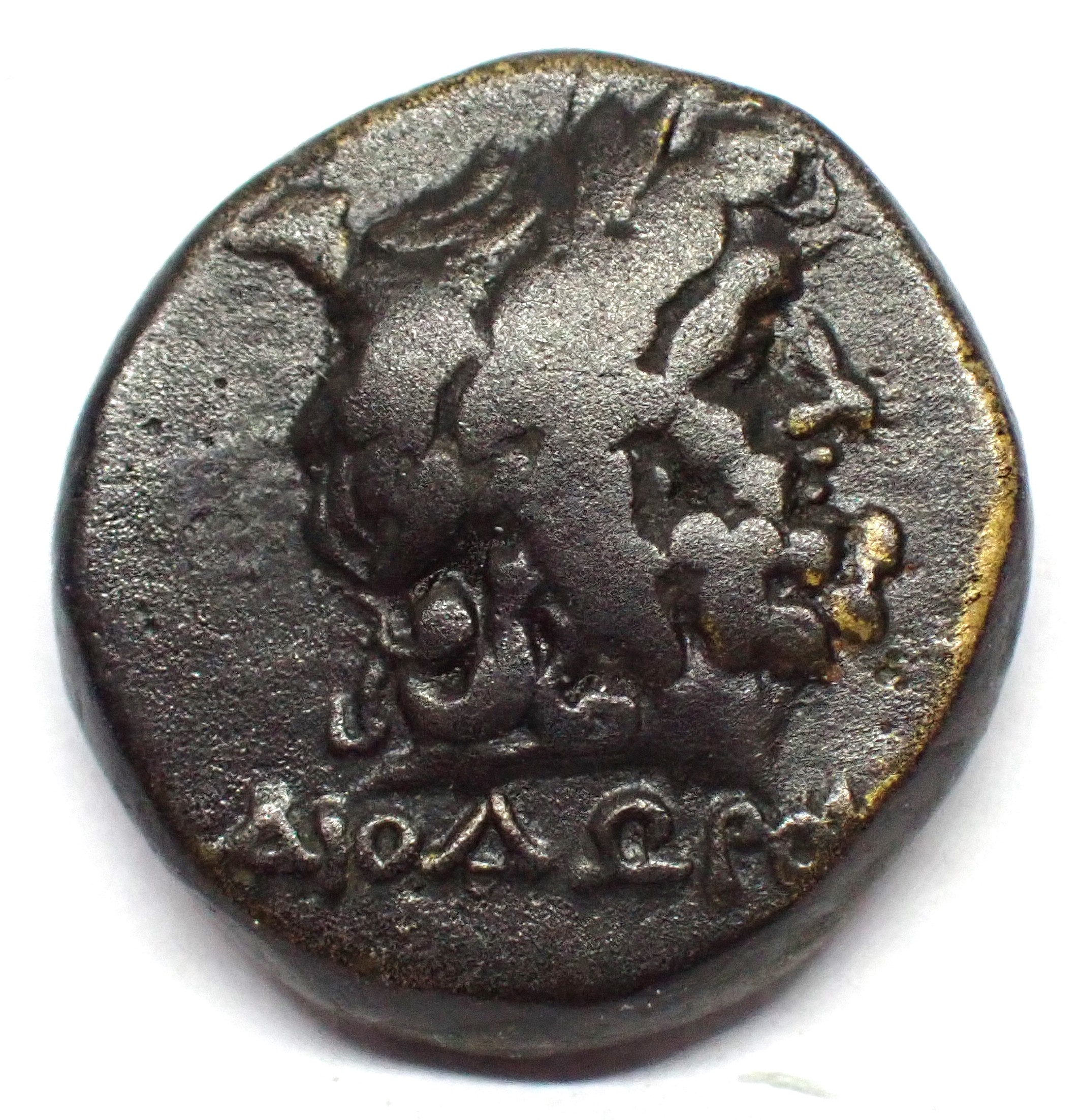
Bronzemünze aus Pergamon mit Namen des Diodoros unter Herakleskopf

Im Jahr 88 v. Chr. wählte Mithridates VI. die Stadt zu seinem Hauptquartier im Ersten Mithridatischen Krieg gegen Rom. Die Folgen dieses Kriegs führten zu einer Stagnation in der Entwicklung und dem Ausbau der Stadt. Pergamon verlor nach Ende des Krieges als abgefallene Stadt sämtliche Vergünstigungen und den Status einer freien Stadt. Stattdessen war die Stadt nun tributpflichtig, musste die Unterbringung und Verpflegung der römischen Truppen tragen und das Vermögen vieler Einwohner wurde konfisziert. Vor allem Angehörige der pergamenischen Aristokratie, die ausgezeichnete Beziehungen zu Rom pflegten, traten mit ihrem eigenen Vermögen als Wohltäter der Stadt in Erscheinung, allen voran Diodoros Pasparos in den 70er Jahren v. Chr. Ihm gelang es durch diplomatisches Geschick, zahlreiche der neuen Bürden zu mildern oder abschaffen zu lassen. Zahlreiche in Pergamon gefundene Ehreninschriften zeugen von seinem Wirken und seiner herausragenden Stellung im Pergamon dieser Zeit.

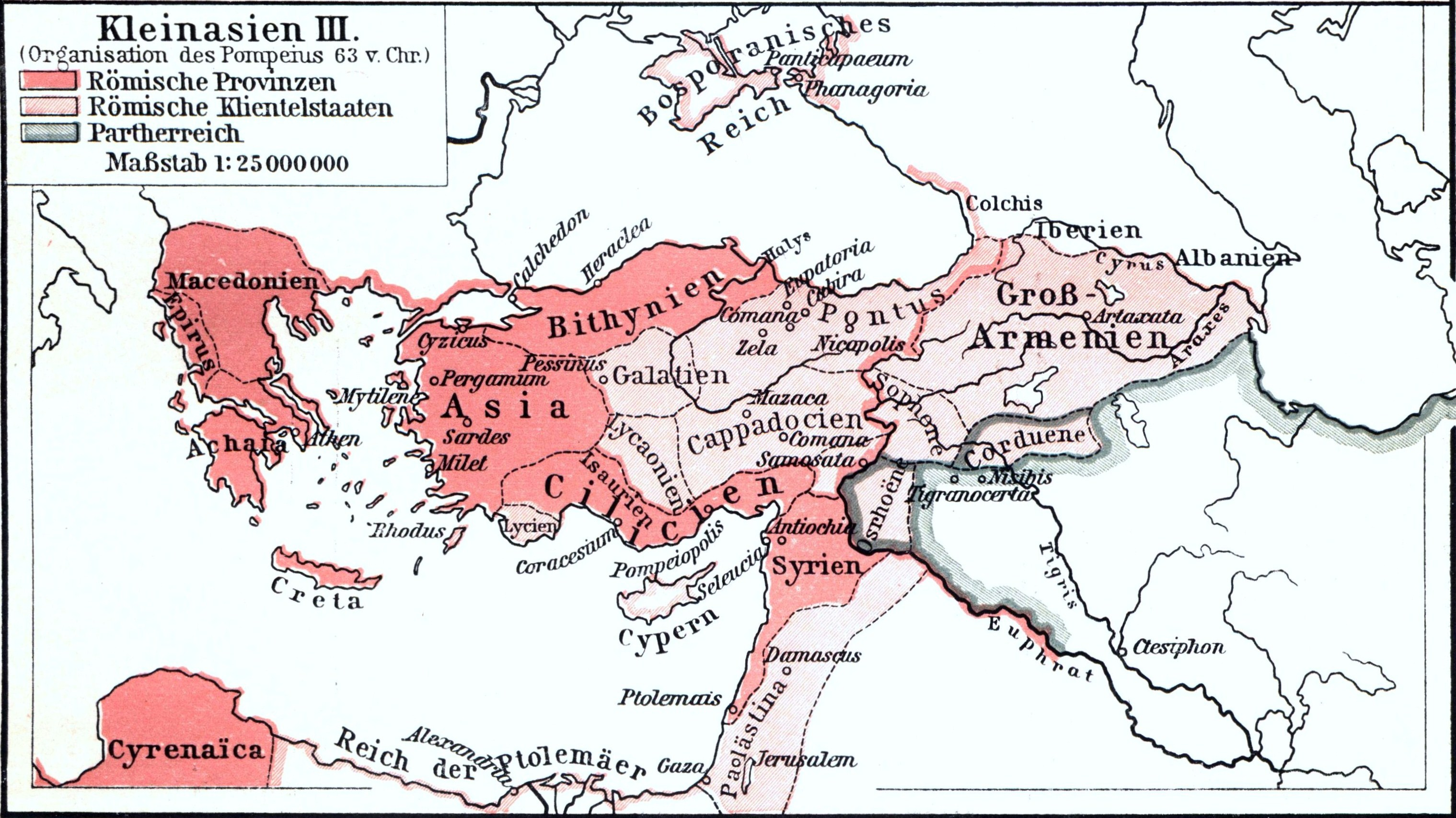
Römische Provinzen und Klientelstaaten in Kleinasien 63 v. Chr.

Gleichwohl blieb Pergamon hochberühmt und die sprichwörtlichen Genüsse des Lucullus waren Importwaren aus ebendieser Stadt, die einen conventus, den Sitz eines Gerichtsbezirks, erhielt. Unter Augustus wurde in Pergamon der erste Kaiserkult, eine Neokorie, in der Provinz Asia eingerichtet. Plinius dem Älteren galt Pergamon als die bedeutendste unter den Städten der Provinz und die örtliche Aristokratie brachte weiterhin hervorragende Männer hervor, im 1. Jahrhundert n. Chr. etwa den zweimaligen Konsul Aulus Iulius Quadratus. Der pseudoautonome Status der Stadt wurde durch eine eigene Münzprägung unterstrichen. Auf den Münzen findet sich allerdings häufig eine Büste der Roma, was die Unterordnung unter römische Interessen verdeutlichte.

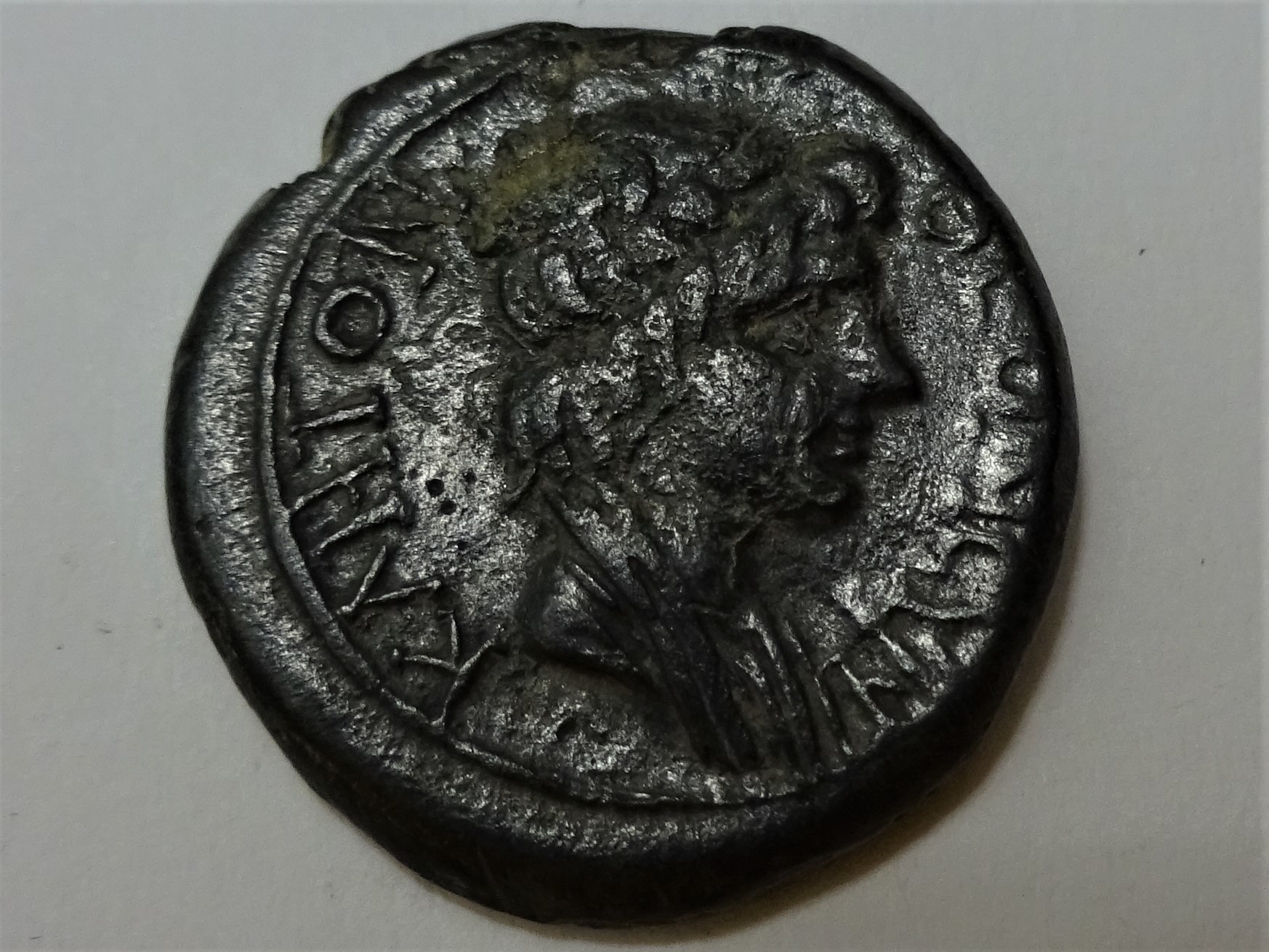
Bronzemünze aus Pergamon in römischer Zeit, 40–60 n. Chr.

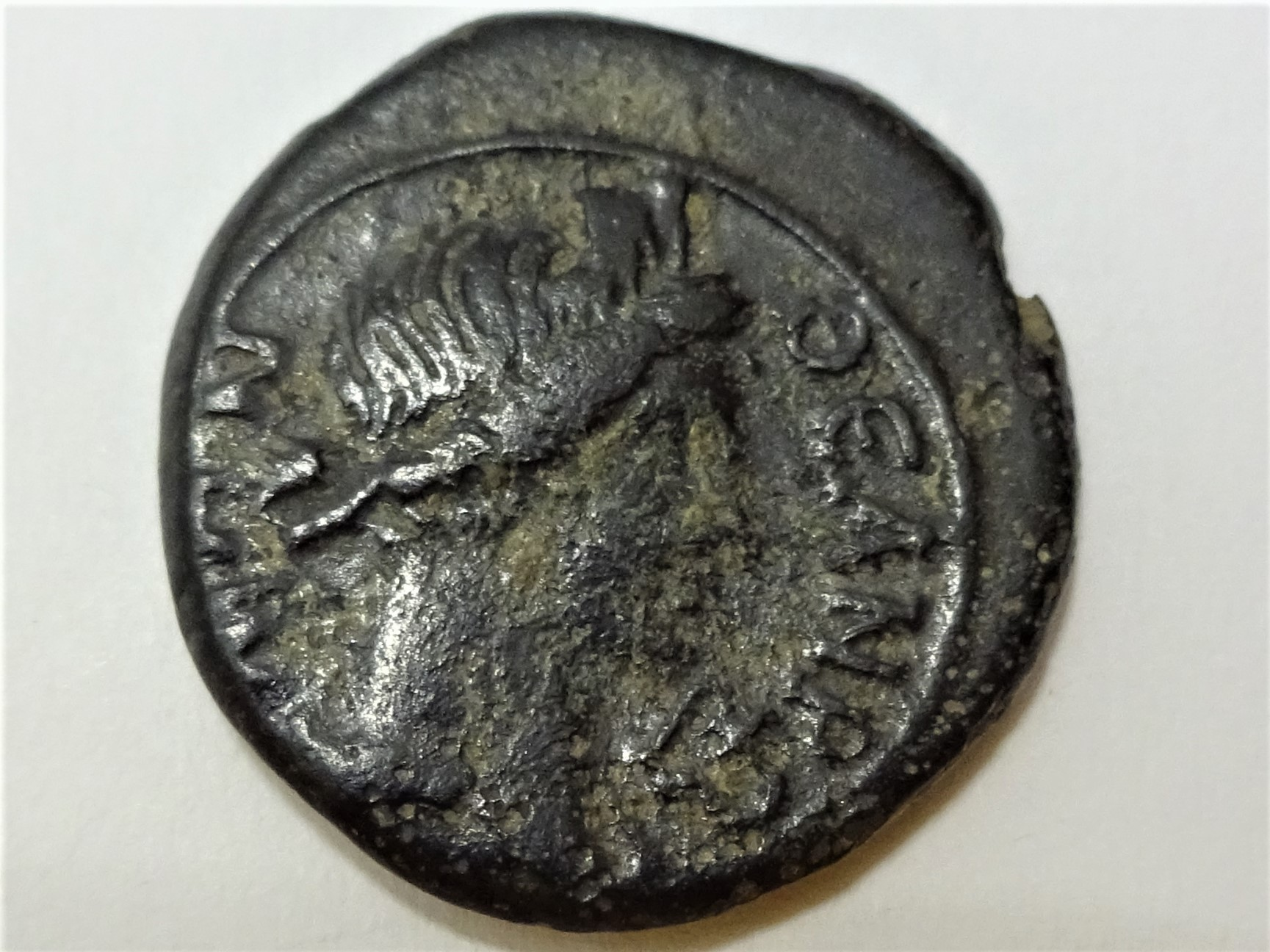
Rückseite der Münze

Doch erst unter Trajan und seinen Nachfolgern folgte eine umfassende Neu- und Umgestaltung, der Bau einer römischen „Neustadt“ am Fuße der Akropolis, und als erste Stadt der Provinz erhielt Pergamon eine zweite Neokorie von Trajan im Jahr 113/114 n. Chr. Hadrian erhob die Stadt 123 n. Chr. in den Rang einer metropolis und zeichnete sie hierdurch vor den Konkurrentinnen Ephesos und Smyrna aus. In der Mitte des 2. Jahrhunderts war Pergamon neben diesen beiden die größte Stadt der Provinz und hatte etwa 200 000 Einwohner. Caracalla verlieh der Stadt eine dritte Neokorie, doch setzte bereits der Niedergang ein. Unter den Soldatenkaisern schließlich schwand die wirtschaftliche Macht Pergamons, das zusehends seine Bedeutung verlor und durch Einfälle der Goten bedroht wurde. In der Spätantike kam es zu einer begrenzten ökonomischen Erholung.

### Byzantinische Zeit
Im Jahr 663/664 n. Chr. fiel Pergamon zum ersten Mal in die Hände der Kleinasien erobernden islamischen Araber (vgl. Islamische Expansion). Und so lässt sich in byzantinischer Zeit ein Rückzug der Besiedlung auf den Burgberg, der mit einer sechs Meter starken, aus Spolien errichteten Mauer geschützt wurde, verfolgen. Pergamon, Sitz einer der sieben ältesten Hauptkirchen Kleinasiens, wurde 716 von den Arabern unter Maslama bin Abd-al-Malik erneut erobert, große Teile der Bevölkerung getötet. Die Stadt wurde anschließend wieder aufgebaut und befestigt, nachdem die Araber ihren Versuch, Konstantinopel zu erobern (717–718), aufgegeben hatten.
Unter Leo III. gehörte Pergamon zum Thema Thrakesion, seit Leo VI. zum Thema Samos. Es litt zwar während des Vormarschs der türkischen Seldschuken nach Westanatolien nach der Schlacht von Manzikert 1071, blieb aber unter der byzantinischen Dynastie der Komnenen eine wohlhabende Stadt. Unter Isaak Angelos wurde der Ort zum Erzbistum, nachdem er vorher Suffraganbistum von Ephesus war. Nach der Eroberung Konstantinopels 1204 im vierten Kreuzzug wurde Pergamon Teil des Kaiserreichs Nikaia.
Als um 1250 der spätere Kaiser Theodoros II. Laskaris Pergamon besuchte, zeigte man ihm zwar noch das Haus Galens, die Theater der Stadt aber sah er zerstört, und außer den Mauern, denen er einige Aufmerksamkeit widmete, waren ihm nur noch die Überwölbungen des Flusses Selinus eine Erwähnung wert. Die Prachtbauten der Attaliden und der Römer waren zu dieser Zeit nur noch geplünderte Ruinen. Im Jahr 1345 wurde Pergamon endgültig Teil des Osmanischen Reichs. Für die weitere Geschichte siehe unter Bergama.

## Pergamon und der Mythos

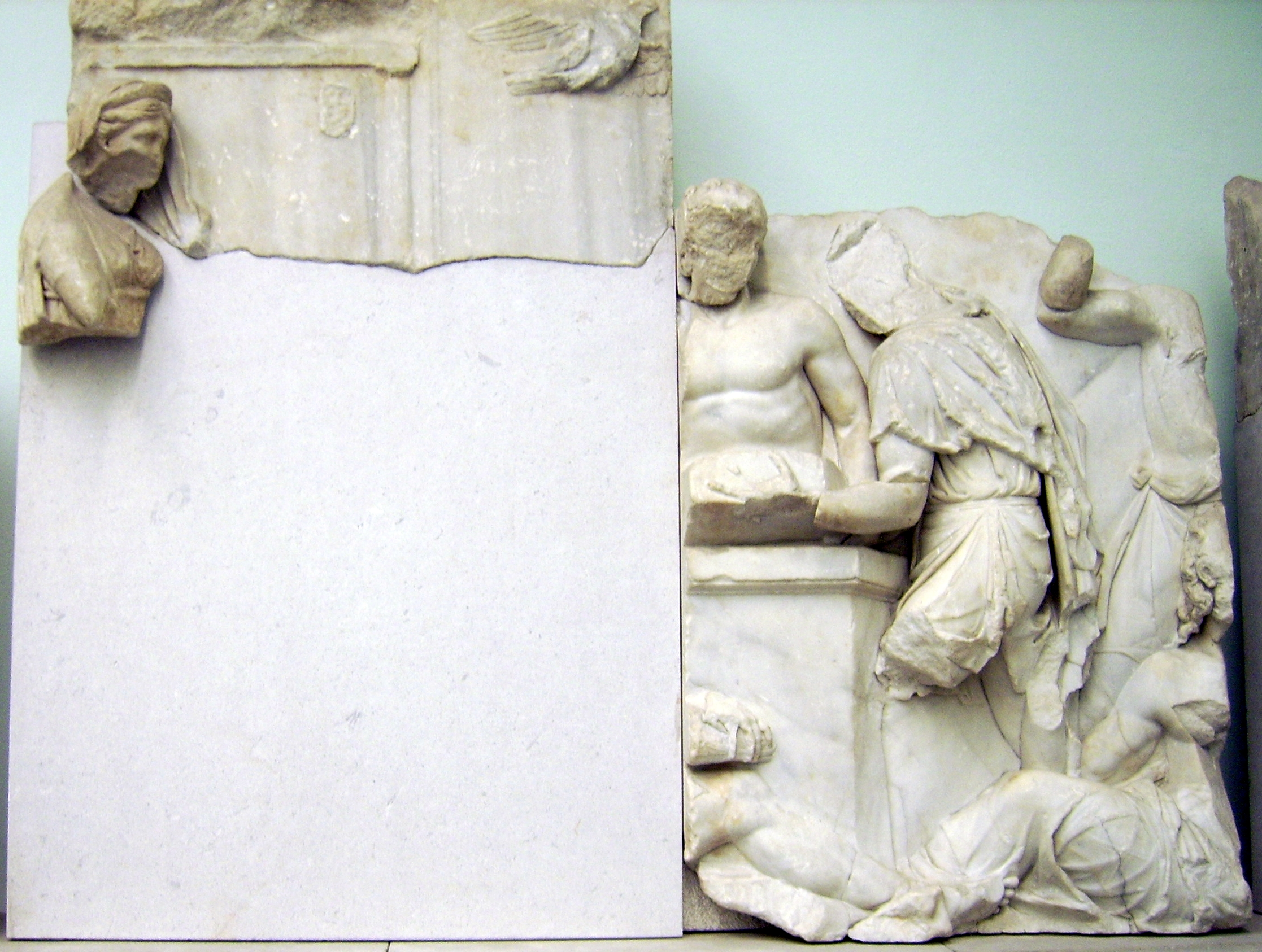
Gründung Pergamons: Darstellung auf dem Telephosfries des Pergamonaltars

Pergamon, das seine Gründung auf Telephos, den Sohn des Herakles, zurückführte, wird in den griechischen Mythen und Epen der archaischen und klassischen Zeit nicht erwähnt. Zwar ist der Telephos-Mythos bereits im homerischen Umkreis mit der Landschaft Mysien verbunden, wo er einem Orakel folgend seine Mutter suchte, doch wurde er dort als Zieh- oder Schwiegersohn des Teuthras Nachfolger in der Königsherrschaft über das zwischen Pergamon und der Kaïkos-Mündung gelegene Teuthrania. Die Teilnahme am Trojanischen Krieg verweigerte er, sein Sohn Eurypylos kämpfte gar auf der Seite der Trojaner. Auch in den tragischen Verarbeitungen des Stoffes – etwa den Mysoi des Aischylos, den Aleaden des Sophokles, dem Telephos oder in der Auge des Euripides – spielt Pergamon keine Rolle.
Erst die Attaliden, namentlich Eumenes II., machten Telephos zu ihrem mythischen Ahnherren und Gründer der Stadt, dessen auf Pergamon bezogene Legende eindrucksvoll auf dem Kleinen Fries des Pergamonaltars erzählt wurde. Somit führten die Attaliden ihre eigene Abstammung bis auf Herakles zurück und Attalos III. wird in einem Gedicht des Nikandros aus Kolophon gar Heraklesspross genannt. Mit der Aneignung des Mythos wird auch Teuthrania zum alten Namen von Pergamon verklärt. Ganz ungebrochen wurde der Telephos-Mythos hingegen nicht adaptiert.
Denn zum einen wurde Eurypylos, über den sich die dynastische Linie konsequenterweise hätte herleiten müssen, im Hymnos, der zu Ehren des Telephos im Asklepieion gesungen wurde, wegen einer Blutschuld nicht erwähnt, zum anderen scheint er keine weitere Beachtung erfahren zu haben. Dem Telephos aber brachten die Pergamener Opfer dar und selbst das Grab seiner Mutter Auge wurde in Pergamon nahe dem Kaïkos gezeigt. Pergamon rückte somit in den trojanischen Sagenkreis auf, seine Herrscher sahen sich als Nachfahren jener Arkader, die mit Telephos gegen Agamemnon selbst gekämpft haben, als dieser am Kaïkos gelandet glaubte, bereits Troja erreicht zu haben, und das Land verwüstete.
Zum anderen war die Sage um die Stadtgründung mit einer weiteren Gestalt des Mythos verbunden, mit Pergamos, dem Heros Eponymos der Stadt. Auch er gehörte weitläufig zum trojanischen Sagenkreis, so war er über seinen Vater Neoptolemos ein Enkel des Achill und seine Mutter Andromache war die Frau des Hektor, Sohn des Priamos. In Begleitung seiner Mutter verschlug es ihn nach Mysien, wo er den Herrscher von Teuthrania getötet und der Stadt seinen Namen gegeben haben soll. Seiner Mutter errichtete er dort nach ihrem Tod ein Heroon. Einer weniger heroischen Version nach, benannte Grynos, der Sohn des Eurypylos, aus Dankbarkeit eine Stadt nach ihm. Auch diese mythischen Verbindungen der Stadtgründung scheinen spät zu sein und sind nicht vor dem 3. Jahrhundert v. Chr. belegbar. Pergamos’ Rolle blieb untergeordnet, auch wenn er eine gewisse Verehrung genoss: Münzbilder, allerdings erst römischer Zeit, trugen sein Bildnis und in der Stadt besaß er ein Heroon. Gleichwohl stellte er ein weiteres, ebenfalls bewusst inszeniertes Bindeglied zur homerischen Sagenwelt her. Mithridates VI., der nach dem Ersten Mithridatischen Krieg das sullanische Joch der Stadt abgeschüttelt hatte, konnte sich in Pergamon gar als neuer Pergamos feiern lassen.
Entscheidend für die Attaliden aber war anscheinend die genealogische Verbindung zu Herakles, wie sie von anderen hellenistischen Dynastien längst etabliert war: Die Ptolemäer leiteten sich direkt von Herakles ab, die Antigoniden übernahmen Herakles spätestens mit Philipp V. gegen Ende des 3. Jahrhunderts v. Chr. in ihren Stammbaum und selbst die Abkömmlinge von Apollon, die Seleukiden, konnten mit Herakles in ihrer Ahnenreihe aufwarten. All dies kann nur vor dem Hintergrund der Alexandernachfolge verstanden werden, der wie bereits sein Vater, Philipp II., ein Nachkomme des Helden war.
Die Attaliden standen in der konstruierten Aneignung des Mythos somit ganz in der Tradition frühhellenistischer Dynastien, die ihre Legitimation durch göttliche Abstammung festigen, ihr Prestige erhöhen wollten. Die Einwohner übernahmen dies gern und ließen sich Telephidai (Τηλεφίδαι) nennen, in poetischer Überhöhung wird Pergamon als Telephische Stadt (Τήλεφις πόλις) überliefert.

## Forschungs- und Grabungsgeschichte

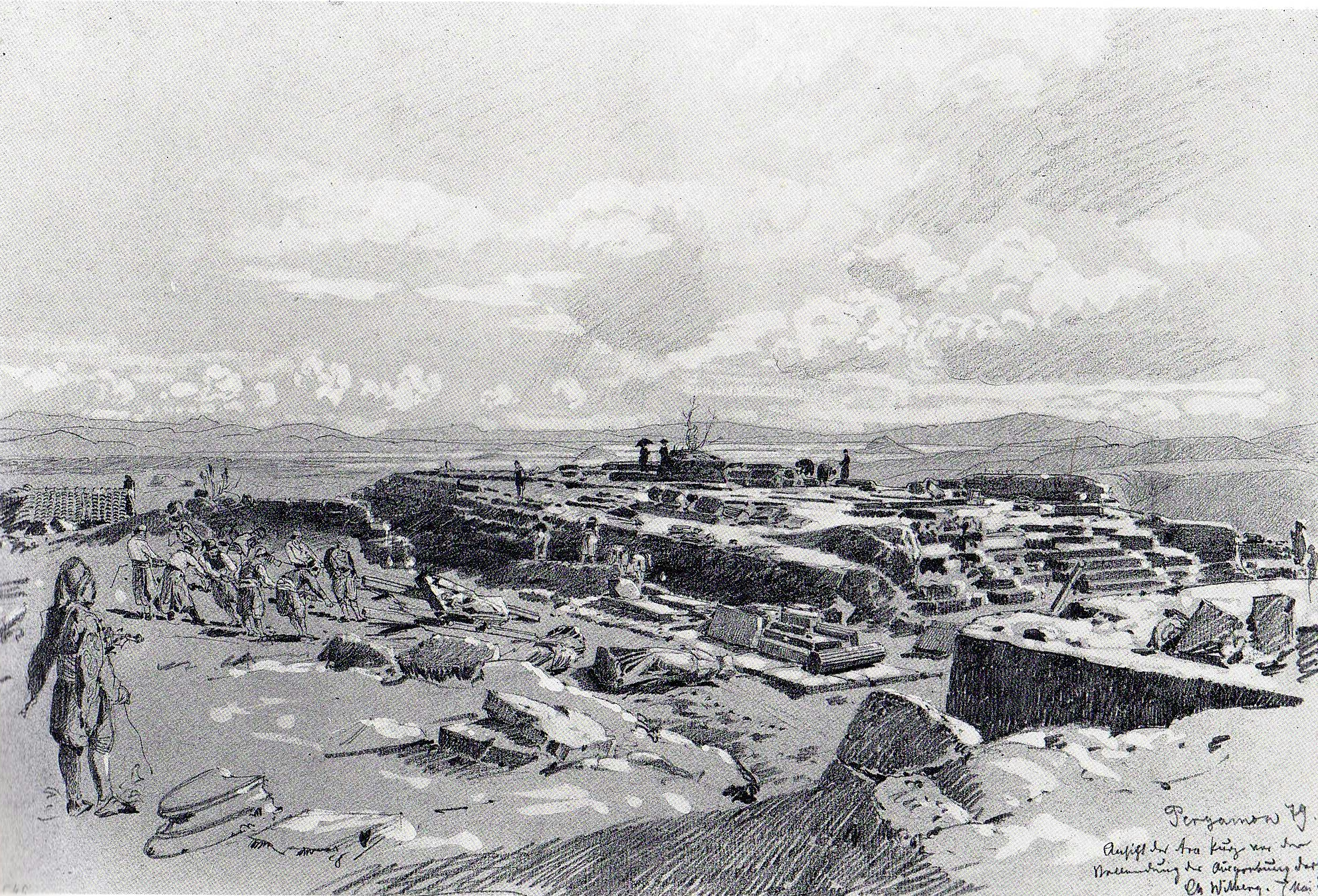
Christian Wilberg: Ausgrabungsplatz des Pergamonaltars. Zeichnung von 1879

Die ersten Berichte über das nachantike Pergamon liegen ab dem 13. Jahrhundert vor. Angefangen mit Cyriacus von Ancona besuchten seit dem 15. Jahrhundert immer wieder Reisende den Ort und veröffentlichten Beschreibungen. Erwähnenswert sind die Ausführungen von Thomas Smith, der 1668 die Levante bereiste und eine recht ausführliche Darstellung Pergamons lieferte, denen die großen Reisenden des 17. Jahrhunderts – Jacob Spon und George Wheler – in ihren Reiseberichten nichts Wesentliches hinzufügen konnten.
Im späten 18. Jahrhundert waren diese Reisen verstärkt von einem wissenschaftlichen, insbesondere althistorischen Forscherdrang getrieben, verkörpert etwa in der Person Marie-Gabriel Choiseul-Gouffier, Kleinasien-Reisender und von 1784 bis 1791 französischer Botschafter an der Hohen Pforte in Istanbul. Zu Beginn des 19. Jahrhunderts lieferte Charles Robert Cockerell einen ausführlichen Bericht, Otto von Stackelberg wichtige Zeichnungen. Eine wirkliche vielseitige Darstellung mit Plänen, Aufrissen und Ansichten der Stadt und ihrer Ruinen erarbeitete erst Charles Texier, der sie im zweiten Band seiner Description de l’Asie mineure veröffentlichte.
1864/65 besuchte der deutsche Ingenieur Carl Humann zum ersten Mal Pergamon. Für den Bau der Straße Pergamon–Dikili, für deren Planung er topographische Studien unternahm, kehrte er 1869 zurück und begann sich intensiver mit den Hinterlassenschaften der Stadt zu beschäftigen. 1871 erreichte ihn dort eine kleine Expedition unter Führung von Ernst Curtius. Als Ergebnis der nun durchgeführten kurzen, intensiven Untersuchung wurden zwei Fragmente eines großen Frieses zur Begutachtung nach Berlin geschickt und erweckten dort ein gewisses, aber kein besonderes Interesse. Es ist unbekannt, wer diese Fragmente als erster mit der Erwähnung eines großen Altars in Pergamon durch Lucius Ampelius in Verbindung brachte. Als aber 1877 der Archäologe Alexander Conze die Direktion der Abteilung für antike Skulpturen an den Königlichen Museen zu Berlin übernahm, betrieb er schon bald eine Initiative zur Ausgrabung und Sicherung des zugehörigen Monuments, in dem man nun allgemein den erwähnten Altar vermutete.

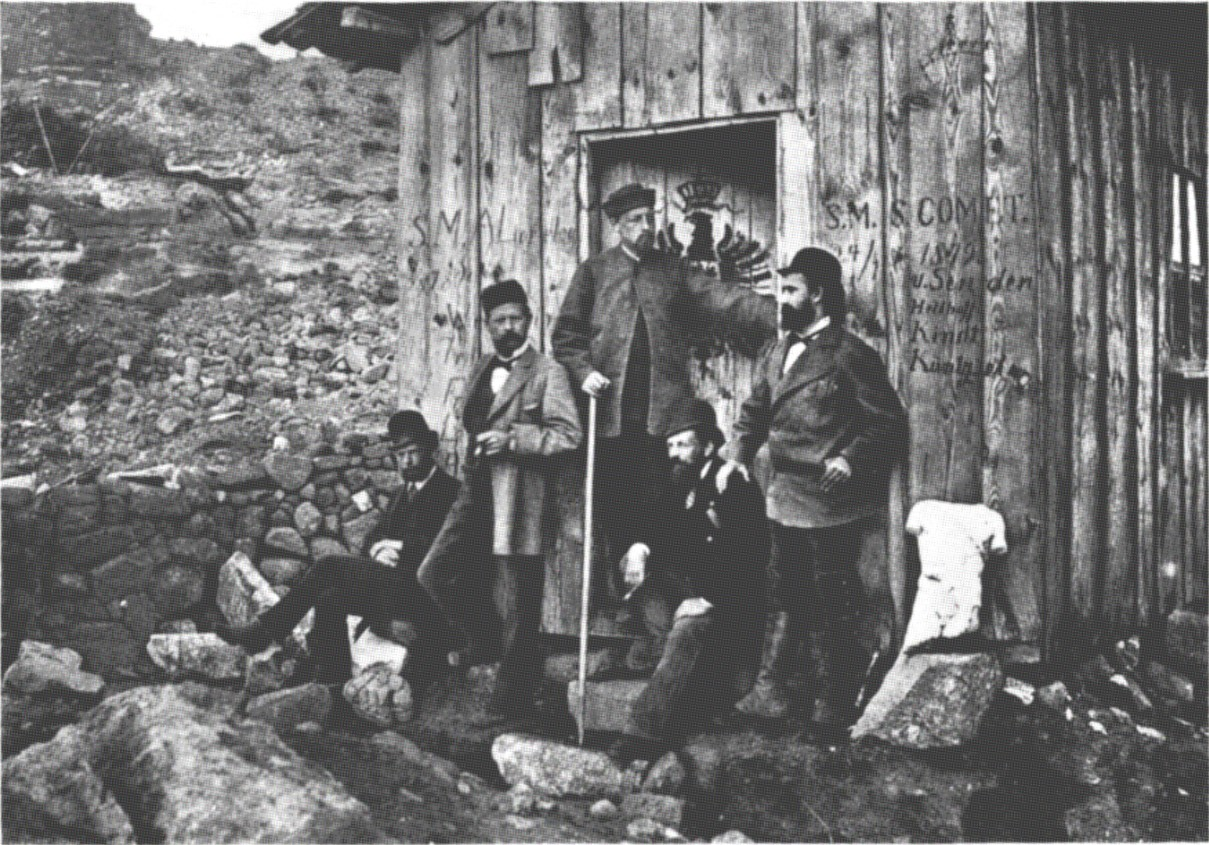
Pergamon im Jahr 1879: Otto Raschdorff, Carl Humann, Alexander Conze, Hermann Stiller und Richard Bohn (von links) vor der Grabungshütte auf dem Burgberg

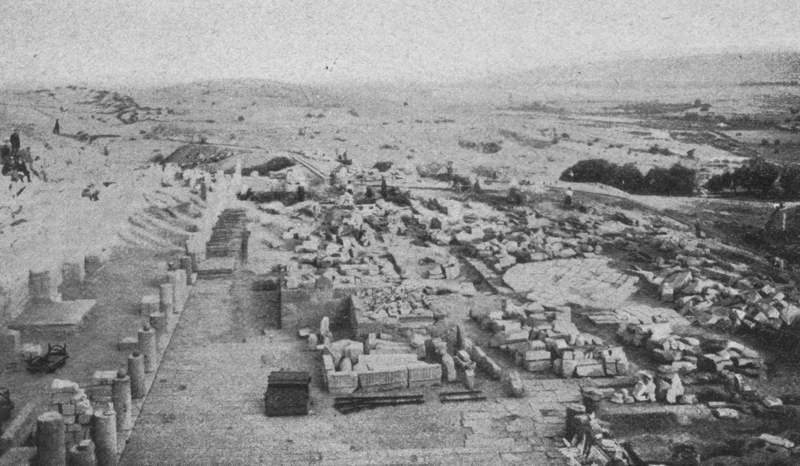
Die Untere Agora im Jahr 1902 während der Ausgrabung

Als Ergebnis der Bemühungen wurde Carl Humann 1878, der die Jahre davor mit kleineren Untersuchungen in Pergamon verbrachte und 1875 zum Beispiel die Architravinschrift des Demetertempels entdeckte, mit den bis 1886 durchgeführten Arbeiten im Bereich des Zeusaltars beauftragt. Die dort gefundenen Reliefs wurden mit Genehmigung der osmanischen Regierung nach Berlin gebracht, wo für sie 1907 das erste Pergamonmuseum eröffnet wurde. Fortgeführt wurden die Arbeiten vom Initiator der Grabungen, Alexander Conze, der eine möglichst vollständige Freilegung und Erforschung der historischen Stadt und des Burgberges anstrebte. Ihm folgten in den Grabungsepochen von 1900 bis 1911 der Bauforscher Wilhelm Dörpfeld, dem wichtige Ergebnisse zu verdanken sind und unter dessen Leitung die Untere Agora, das Attalos-Haus und das Gymnasion samt dem Demeterheiligtum freigelegt wurden.
Infolge des Ersten Weltkriegs ruhten die Ausgrabungen und wurden erst 1927 unter der Leitung von Theodor Wiegand, der diese Position bis 1939 innehatte, wieder aufgenommen. Er konzentrierte sich auf die weitere Erforschung der Oberburg, des Asklepieions und der Roten Halle. Der Zweite Weltkrieg brachte auch für die Forschungen in Pergamon eine neuerliche Unterbrechung, die bis 1957 dauerte. Von 1957 bis 1968 arbeitete Erich Boehringer vor allem am Asklepieion, gewann aber auch wichtige Erkenntnisse zur Unterstadt als Ganzem und widmete sich Surveys, die dem Umland von Pergamon galten. Ihm folgte 1971 nach einer Vakanz Wolfgang Radt als Grabungsleiter nach und richtete das Augenmerk den gewandelten Forschungsinteressen entsprechend auf die Wohnbebauung Pergamons, aber auch auf technische Fragestellungen wie etwa nach der Wasserversorgung der Stadt mit ihren in Hochzeiten 200 000 Einwohnern. Wichtig für den Erhalt der materiellen Hinterlassenschaften Pergamons waren seine denkmalpflegerischen Projekte. Seit 2006 werden die Grabungen von Felix Pirson geleitet.
Die Funde der Pergamongrabungen wurden bis zum Ersten Weltkrieg größtenteils in das Pergamonmuseum nach Berlin gebracht, ein geringerer Teil kam ins 1891 eröffnete Archäologische Museum Istanbul. Nach dem Ersten Weltkrieg wurde 1936 das Archäologische Museum Bergama eröffnet, das seither die Funde aufnimmt.

## Infrastruktur und Wohnbebauung
Pergamon gilt als gutes Beispiel für eine gewachsene Stadt, die zusätzlich einen Plancharakter aufweist.
Philetairos formte Pergamon von einer archaischen Siedlung in eine befestigte Stadt um. Er oder sein Nachfolger, Attalos I., umgaben die Oberburg einschließlich des sich nach Süden verbreiternden Plateaus, das die Obere Agora und Teile der Wohnbebauung trug, mit einer Mauer, weitere Wohnbauten müssen sich unterhalb befunden haben. Aufgrund der Vergrößerung der Stadt wurden die Straßen verbreitert und der Charakter der Stadt wurde monumentaler.
Unter Attalos I. wurden marginale Veränderungen an der philetairischen Stadt unternommen.
Während der Regierungszeiten von Eumenes II. und Attalos II., die einen der baureichsten Abschnitte in der Geschichte von Pergamon darstellten, erfolgte eine erhebliche Stadterweiterung. Angelegt wurde ein neues Straßennetz, eine neue Stadtmauer, die südlich der Akropolis einen monumentalen Torbau erhielt, das Eumenische Tor. Die mit zahlreichen Toren versehene Mauer umgab nun den gesamten Burgberg, nicht nur die Oberburg, und schloss im Südwesten das Gebiet bis zum Selinus mit ein. Neben zahlreichen weiteren öffentlichen Bauten wurde der Stadt auf dem ausgedehnteren Territorium ein weiterer Marktplatz südlich der Akropolis und im Osten des neu errichteten Gymnasions hinzugefügt. Der Südostabhang und der gesamte Westabhang wurden nun besiedelt und durch Straßen erschlossen.
Die Stadtanlage von Pergamon wurde durch eine extreme Hanglage beeinflusst. Infolgedessen waren Serpentinen in der Straßenführung notwendig, um den Berg möglichst komfortabel und schnell erklimmen zu können. Für die Errichtung der Bauwerke und Anlage der Märkte wurden umfangreiche Abarbeitungen am Fels und Terrassierungen durchgeführt. Auswirkungen des Wachstums waren trotzdem Überbauungen von älteren Strukturen, da der Platz nicht ausreichte.
Unabhängig davon begann in römischer Zeit ein Neuanfang, indem nun westlich des Selinus eine ganze neue Stadt mit allen notwendigen infrastrukturellen Einrichtungen, mit Bädern, Theatern, Stadien und Heiligtümern planmäßig angelegt wurde. Unbeeinträchtigt von äußeren Bedrohungen, konnte sich die römische Neustadt ohne einengende Stadtmauern ausdehnen.

### Wohnhäuser
Den meisten hellenistischen Häusern Pergamons gemeinsam ist die Anlage um einen recht kleinen, zentral gelegenen und etwa quadratischen Hof, dem sich an einer oder zwei Seiten Räume anschließen. Die Haupträume liegen oft in zwei Reihen gestaffelt auf der Nordseite des Hofes. Vorräume, die den Zugang zu anderen Räumen ermöglichen, kommen vor und öffnen sich durch einen breiten Durchgang oder Säulenstellungen zum südlich gelegenen Hof. Eine exakte Nord-Süd-Ausrichtung der Anlagen war wegen der topographischen Verhältnisse und älteren Bebauungen meist nicht möglich. Hinsichtlich der Größe und Anordnung der Räume variieren die Anlagen. Spätestens ab philetairischer Zeit ist diese Art der Hofhäuser verbreitet und zunehmend verbindlich, eine Normierung ist aber auszuschließen. Einige Komplexe sind als Prostashaus anzusprechen und mit ähnlichen Anlagen in Priene vergleichbar, andere weisen den nördlichen Haupträumen breit vorgelagerte Säulenhallen auf. Insbesondere für letztere ist Zweigeschossigkeit durch Treppenanlagen mehrfach nachweisbar. In den Höfen waren zumeist Zisternen untergebracht, die das Regenwasser von den nach innen geneigten Dächern auffingen. Für die Bebauung unter Eumenes II. lässt sich eine – allerdings starken Schwankungen unterworfene und den jeweiligen Geländesituationen angepasste – Größe der Wohnblöcke zu 35 × 45 m ermitteln.

### Platzanlagen
Mit Beginn der Herrschaft des Philetairos konzentrierte sich das städtische Geschehen Pergamons auf die Akropolis. In deren Süden entwickelte sich im Laufe der Zeit die sogenannte „Obere Agora“. Zunächst wurde in der Regierungszeit Attalos’ I. ein Zeustempel errichtet. Ihm folgte weiter nördlich der Bau eines mehrgeschossigen Gebäudes, das wohl eine marktähnliche Funktion erfüllte. Mit fortschreitender Ausgestaltung der Platzanlage wurde dieses Gebäude wieder abgerissen, während die Obere Agora selbst nun verstärkt merkantile Funktionen übernahm, immer noch unter der Sonderstellung durch den Zeustempel. Im Zuge der eumenischen Stadterweiterung wurde der merkantile Charakter der Oberen Agora weiter ausgearbeitet. Kennzeichen dieser Entwicklung sind primär die unter Eumenes II. errichteten Hallenbauten, deren rückwärtige Kammern vermutlich dem Handel dienten. Im Westen wurde zudem das sogenannte Westgemach, ein vermutlich der Marktkontrolle dienendes Gebäude, errichtet. Der Konzeption ihrer Neugestaltung nach diente die Obere Agora demnach sowohl als ein wirtschaftliches als auch als repräsentatives Zentrum der Stadt ab eumenischer Zeit.
Aufgrund der direkten Nähe neu entstandener bedeutender Bauwerke, der Neugestaltung des Athenaheiligtums und des Pergamonaltars, und der damit einhergehenden städtischen Neukonzeption wurden auch Gestaltung und Ordnungsprinzip der Oberen Agora einer grundlegenden Änderung unterworfen. Ihr Charakter wurde weitaus repräsentativer und richtete sich architektonisch an die beiden neuen Anlagen, gab diesen Halt und Rahmen, stand der Altar doch frei und ohne die sonst in Pergamon übliche Einfassung durch Säulenhallen auf seiner Terrasse über dem Abhang der Akropolis.
Die etwa 55 × 80 m große „Untere Agora“ wurde unter Eumenes II. erbaut und unterlag vermutlich bis in die Spätantike keinen großen Veränderungen. Die rechteckige Form der Anlage wurde wie bei der Oberen Agora an die Hanglage angepasst. Der Bau besaß insgesamt drei Stockwerke. Von diesen öffneten sich das Ober- und das sogenannte Hauptgeschoss auf einen zentralen Hof. Die aufgrund des abschüssigen Geländes nur im Süden und Osten vorhandenen Räume des Untergeschosses öffneten sich hingegen über eine Säulenhalle zur Außenseite der Anlage. Die gesamte Marktanlage verlief über zwei Ebenen mit einem großen Säulenhof in der Mitte, an den sich kleine Verkaufsräume und Räume verschiedenster Funktion anschlossen.

### Straßen und Brücken

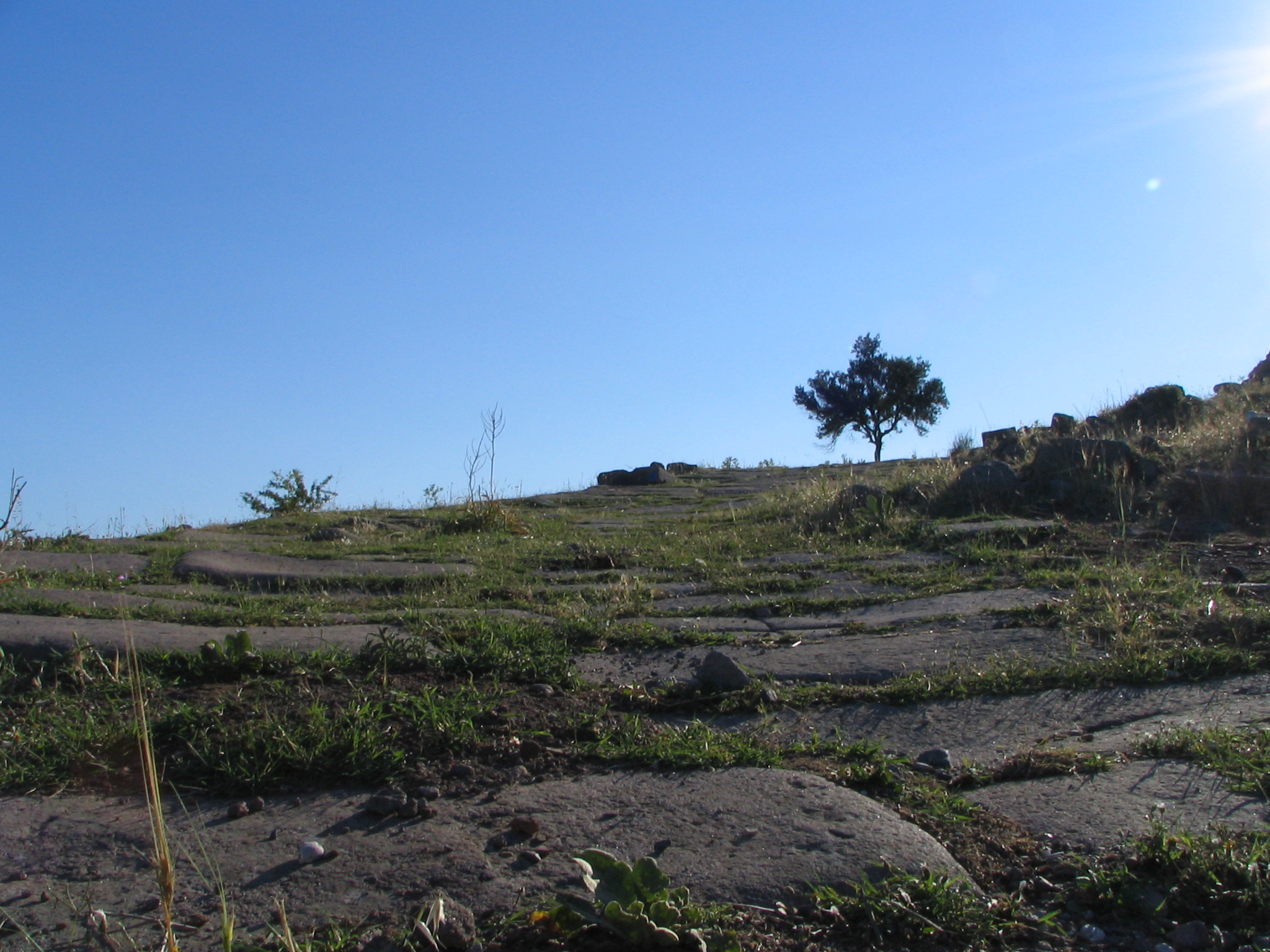
Straßenbelag in der Wohnstadt von Pergamon

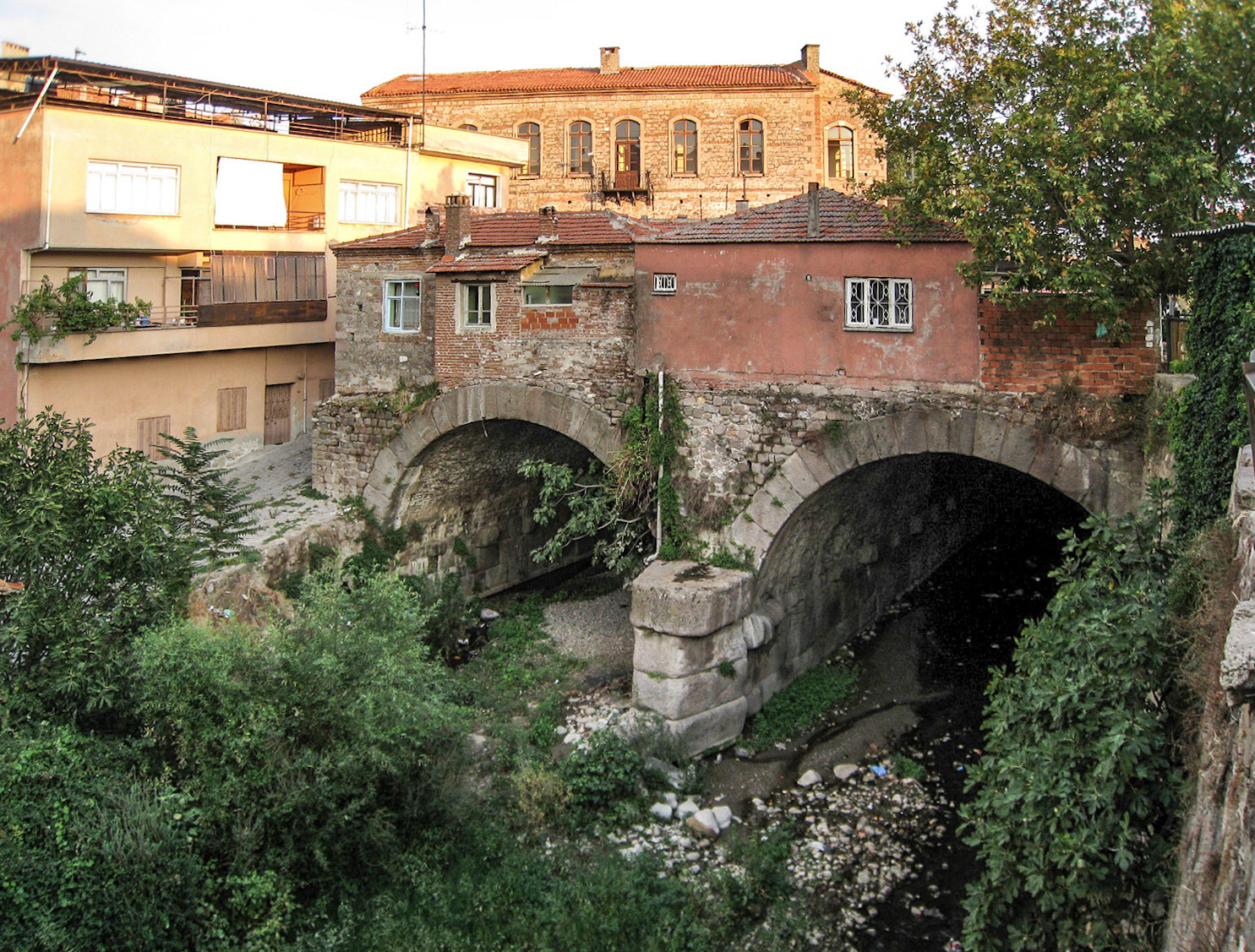
Römische Brücke von Pergamon

Prägend für das Straßensystem von Pergamon war der Verlauf der Hauptstraße, die sich in Serpentinen den Berg hoch zur Akropolis wand. An dieser Hauptstraße lagen Geschäfte und Läden. Der Untergrund der Hauptstraße bestand aus Andesitblöcken, die bis zu 5 Meter breit, 1 Meter hoch und 30 Zentimeter tief waren. Vervollständigt wurde die Straßenanlage durch ein Abwasserkanalsystem, das das Wasser der am Hang gelegenen Straße nach unten führte. Da es sich um die wichtigste Straße der Stadt handelte, war die Abnutzung des Materials sehr hoch.
Philetairos ließ seine Stadt vor allem unter pragmatischen Gesichtspunkten anlegen. Erst unter Eumenes II. wurde dieser Ansatz verworfen und die Stadtanlage zeigt nun deutliche Züge einer durchdachten Planung. Entgegen früheren Annahmen eines orthogonalen Straßensystems, scheint sich für den Bereich um das Gymnasium eine fächerförmige Anordnung des Straßensystems zu ergeben, wobei die Straßen bis zu vier Meter breit waren, anscheinend um einen effektiven Verkehrsfluss zu ermöglichen. Im Gegensatz dazu wirkt das philetairische Gassensystem unsystematisch angelegt, ist aber noch Gegenstand aktueller Forschungen. Wenn das Gelände etwa aufgrund von Felsformationen eine Straßenführung nicht zuließ, legte man als Verbindungswege lediglich kleine Gassen an. Generell zu unterscheiden sind daher die großen, breiten Straßen (Plateia) und die kleinen, engen Querstraßen (Stenopoi).
Die unter Kaiser Hadrian errichtete, nahezu 200 Meter lange Brücke von Pergamon unter dem Vorplatz der Roten Halle, im Stadtzentrum von Bergama, gilt als die bei weitem größte Flussüberbauung der Antike.

### Wasserversorgung
Die Einwohner von Pergamon wurden über ein gut funktionierendes System mit Wasser versorgt. Neben Zisternen gehörten zu dem System neun Wasserfernleitungen, davon sieben hellenistische Tonrohr- und zwei offene Kanalleitungen römischer Bauart. Das System lieferte ca. 30.000 bis 35.000 Kubikmeter pro Tag.
Die Madradağ-Leitung war eine bereits in hellenistischer Zeit angelegte Tonrohrleitung mit 18 cm Durchmesser, die das Wasser aus einer auf 1174 Meter Höhe gefassten Quelle im Madradağ-Gebirge über eine Strecke von 40 Kilometern bis auf den Berg mit der Stadtburg führte. Deren technikhistorische Besonderheit war die Gestaltung über die letzten Kilometer aus dem Gebirge durch eine rund 200 m tiefe Senke hinauf zur Akropolis. Die dreisträngige Tonrohrleitung mündete 3 km nördlich des Burgberges, vor der zu durchquerenden Senke, in eine Wasserkammer, die mit einem doppelten Absetzbecken versehen war. Dieser Behälter liegt 35 m höher als der Gipfel des Burgberges. Die Leitung von dort zur Akropolis war nur einstrangig. Dieses Schlussstück bestand aus einer Druckleitung aus Blei, deren höchste Beanspruchung 200 Meter Wassersäule betrug. Die Senke bis zum Burgberg konnte mit Hilfe dieser geschlossenen Rohrleitung überwunden werden. Sie funktionierte als kommunizierende Röhre, so dass das Wasser aufgrund der geschlossenen Bleileitung von selbst bis zum Auslass auf dem Berg stieg.

## Kulte und Heiligtümer
Zahlreiche Heiligtümer und Tempel schmückten das Stadtbild von Pergamon, darunter das Athenaheiligtum, der Tempel für Dionysos, die Heiligtümer der Demeter und der Hera, das etwa 3 Kilometer westlich der Stadt gelegene Asklepiosheiligtum mit seinem ausgedehnten Areal. Auf dem Burgberg befand sich das Temenos für den Herrscherkult. Im Jahr 29 v. Chr. wurde für Roma und Augustus der erste Kaiserkulttempel der Provinz Asia in Pergamon errichtet. Nach Ausweis eines 19/18 v. Chr. geprägten pergamenischen Cistophoros besaß der Tempel eine sechssäulige Front auf einem fünfstufigen Unterbau, der Fries trug die Weihinschrift an Roma und Augustus, die Giebel waren mit Palmetten bekrönt. Allerdings lässt die schematische Münzdarstellung keine weiteren Schlüsse auf das Aussehen des Tempels zu. Aus römischer Zeit ist des Weiteren das Trajan geweihte Traianeum zu erwähnen. Darüber hinaus gab es viele kleinere Kultbauten, deren Zuweisung an eine Gottheit meist ungewiss ist.

### Zeusaltar

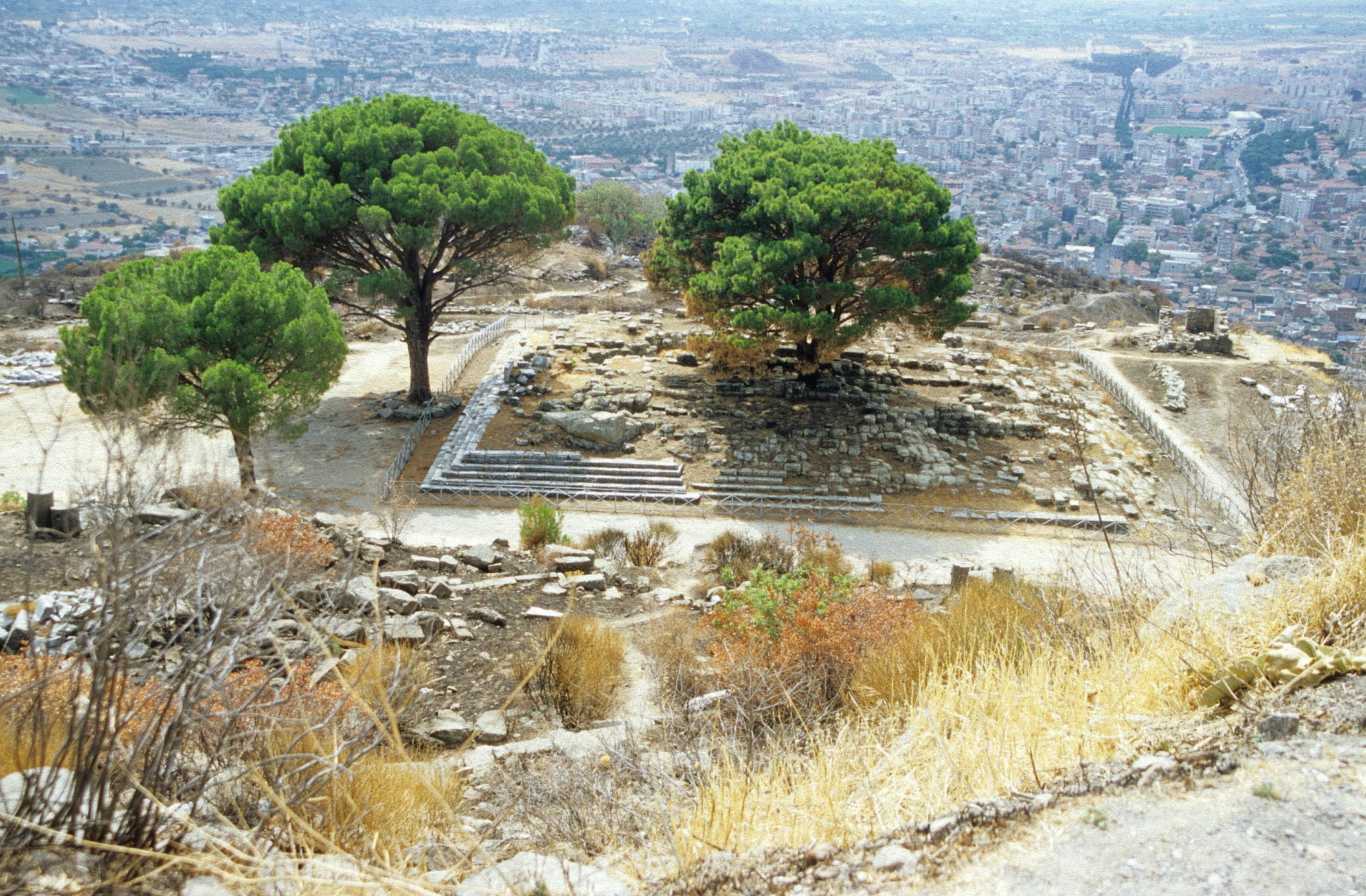
Sockel des Pergamonaltars

Das berühmteste Bauwerk ist der vermutlich dem Zeus und der Athena geweihte Pergamonaltar, dessen Rasterfundament sich noch auf dem Gebiet der antiken Oberstadt befindet. Die Reste des Pergamonfrieses, der ihn ursprünglich zierte, sind im Berliner Pergamonmuseum zu besichtigen, wo in einer Teilrekonstruktion des Pergamonaltars die seinerzeit nach Deutschland gelangten Friesplatten eingebaut sind.
Für seinen Bau wurde das benötigte Gelände künstlich aufgeschüttet und terrassiert, eine strenge, auf den benachbarten Tempel der Athena bezogene Ausrichtung der Achsen ermöglicht. Der Sockel des mit rund 36 × 33 Metern fast quadratischen Altarbaus war mit einer ausführlichen Darstellung der Gigantomachie, dem Kampf der olympischen Götter gegen die Giganten, in Hochrelief geschmückt. Mit einer Gesamtlänge von 113 Metern stellt die Komposition den zweitlängsten erhaltenen Fries der Antike dar, übertroffen nur von der Darstellung des Panathenäenzugs auf dem Fries des Parthenon in Athen. Über eine fast 20 Meter breite, in den Sockel einschneidende und von Risaliten flankierte Freitreppe gelangte man auf den mit Säulen umzogenen Oberbau, der sich hinter einer hallenähnlichen Säulenstellung am Ende des Aufgangs als große Hoffläche öffnete. Die Hofwände trugen einen weiteren Fries, nun die Legende von Telephos, dem Sohn des Herakles und mythischen Gründer von Pergamon. Mit einer Höhe von rund 1,60 Meter blieb dieser Fries deutlich kleiner als der 2,30 Meter hohe Fries der äußeren Sockelzone.

### Athenaheiligtum

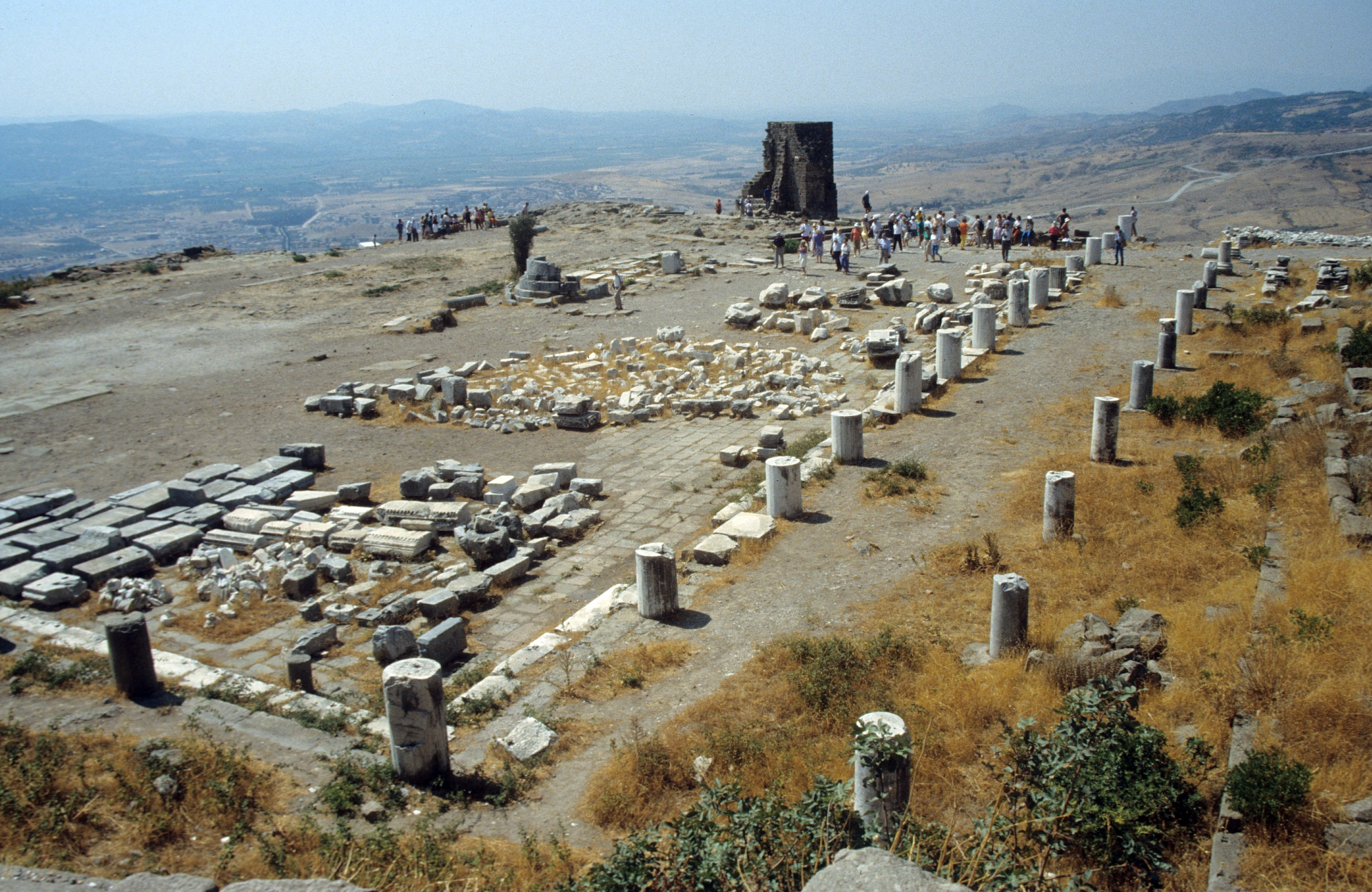
Athenaheiligtum

Pergamons ältester Tempel ist ein Athenaheiligtum aus dem 4. vorchristlichen Jahrhundert, ein nach Norden ausgerichteter dorischer Peripteros von 6 × 10 Säulen mit einer in zwei Räume gestaffelten Cella, von dem heute nur noch die etwa 12,70 Meter × 21,80 Meter großen Fundamente sichtbar sind. Mit einem Interkolumnium von 1,62 Meter Weite bei einem Durchmesser von nur 0,75 Meter der rund 5,25 Meter hohen Säulen ist die Säulenstellung für die Zeitstellung des Tempels sehr licht. Dem entspricht im Gebälk die Gliederung des Triglyphon, das entgegen der üblichen Rhythmisierung von zwei Triglyphen und zwei Metopen jeweils drei dieser Elemente aufweist. Die Säulen des Tempels blieben unkanneliert und wiesen noch Bossen auf, ob als gewollte Unfertigkeit oder Nachlässigkeit, ist nicht zu entscheiden.
Die den Tempel an drei Seiten umgebenden zweistöckigen Säulenhallen wurden ebenso unter König Eumenes II. errichtet wie das an der Südostecke befindliche Propylon, das in seinen wesentlichen Teilen wiederaufgebaut sich im Berliner Pergamonmuseum befindet. Die Balustraden der Hallenobergeschosse von Nord- und Osthalle waren mit Waffenreliefs verziert und spielten somit auf die Siege des Eumenes an. In ihrem Aufbau vermischten sie im Obergeschoss ionische Säulen mit einem dorischen Triglyphon, das nun fünf Triglyphen und Metopen aufwies. Im Bereich des Heiligtums stellten Attalos I. und Eumenes II. ihre Siegesdenkmäler auf, insbesondere die Galateranatheme. In seiner nördlichen Säulenhalle wird die Bibliothek von Pergamon lokalisiert.

### Demeterheiligtum

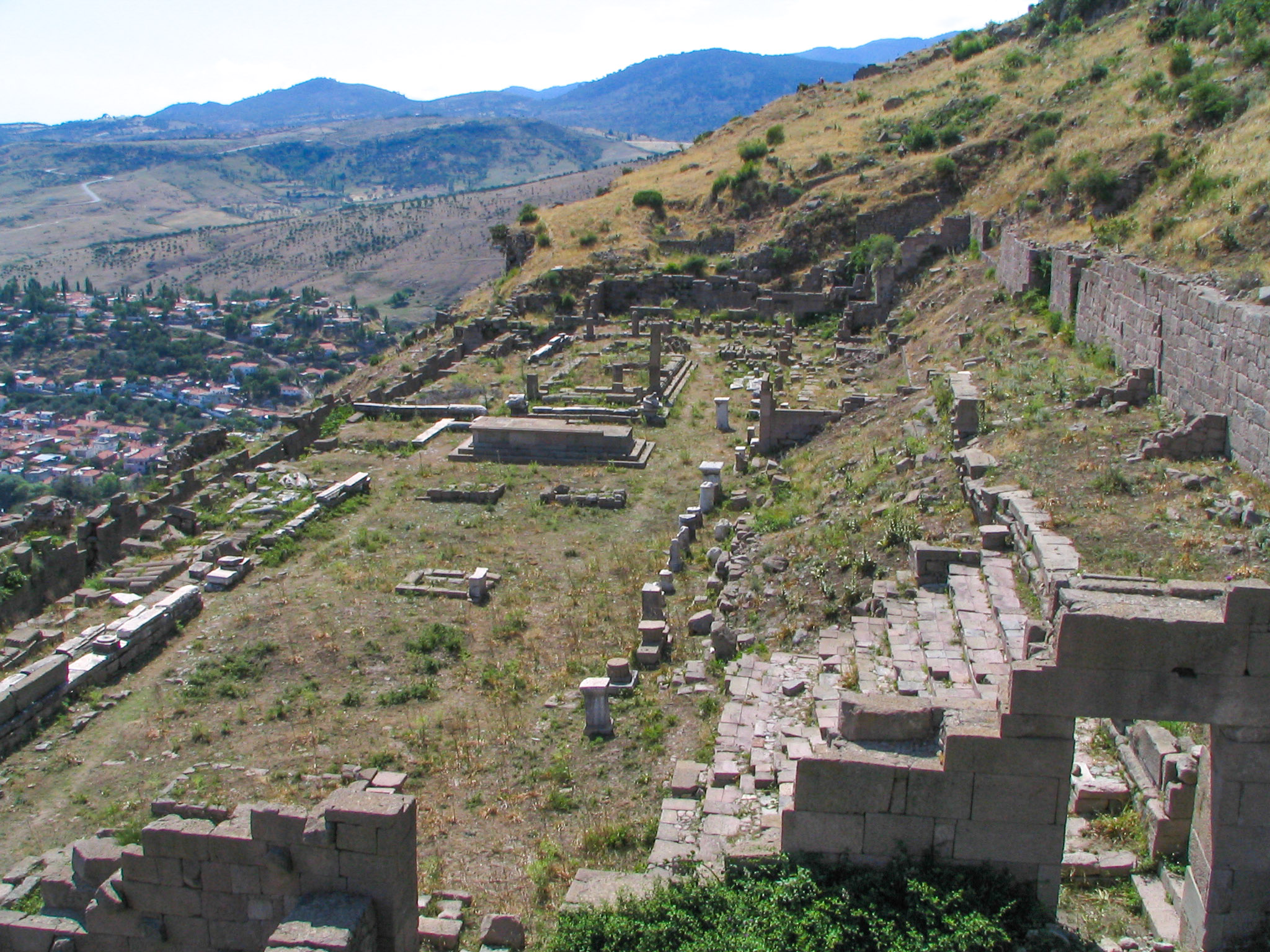
Demeterheiligtum von Osten

Das rund 50 × 110 Meter umfassende Demeterheiligtum lag auf dem mittleren Absatz im Süden des Burgbergs. Das Heiligtum selbst ist alt, seine Nutzung lässt sich bis ins 4. Jahrhundert v. Chr. zurückverfolgen.
Man betrat das Heiligtum von Osten kommend durch ein Propylon, das sich zu einem an drei Seiten von Säulenhallen umgebenen Hof öffnete. In dessen Westhälfte erhob sich mittig der ionische Tempel der Demeter, ein einfacher, 6,45 Meter × 12,70 Meter großer Antentempel, der zur Zeit des Antoninus Pius eine Vorhalle in korinthischer Ordnung erhielt. Der aus einheimischem Material erbaute hellenistische Bau hatte einen mit Bukranien und Girlanden verzierten Fries aus Marmor. Etwa 9,50 Meter vor dem nach Osten gerichteten Bau stand ein etwa 7 Meter breiter und 2,30 Meter tiefer Altar. Tempel und Altar wurden von Philetairos und seinem Bruder Eumenes zu Ehren ihrer Mutter Boa der Göttin errichtet.
Im östlichen Hofbereich sind der nördlichen Säulenhalle mehr als zehn Sitzstufen für die Teilnehmer an den Mysterien der Demeter vorgelagert. Etwa 800 Mysten konnten hier Platz finden.

### Heraheiligtum

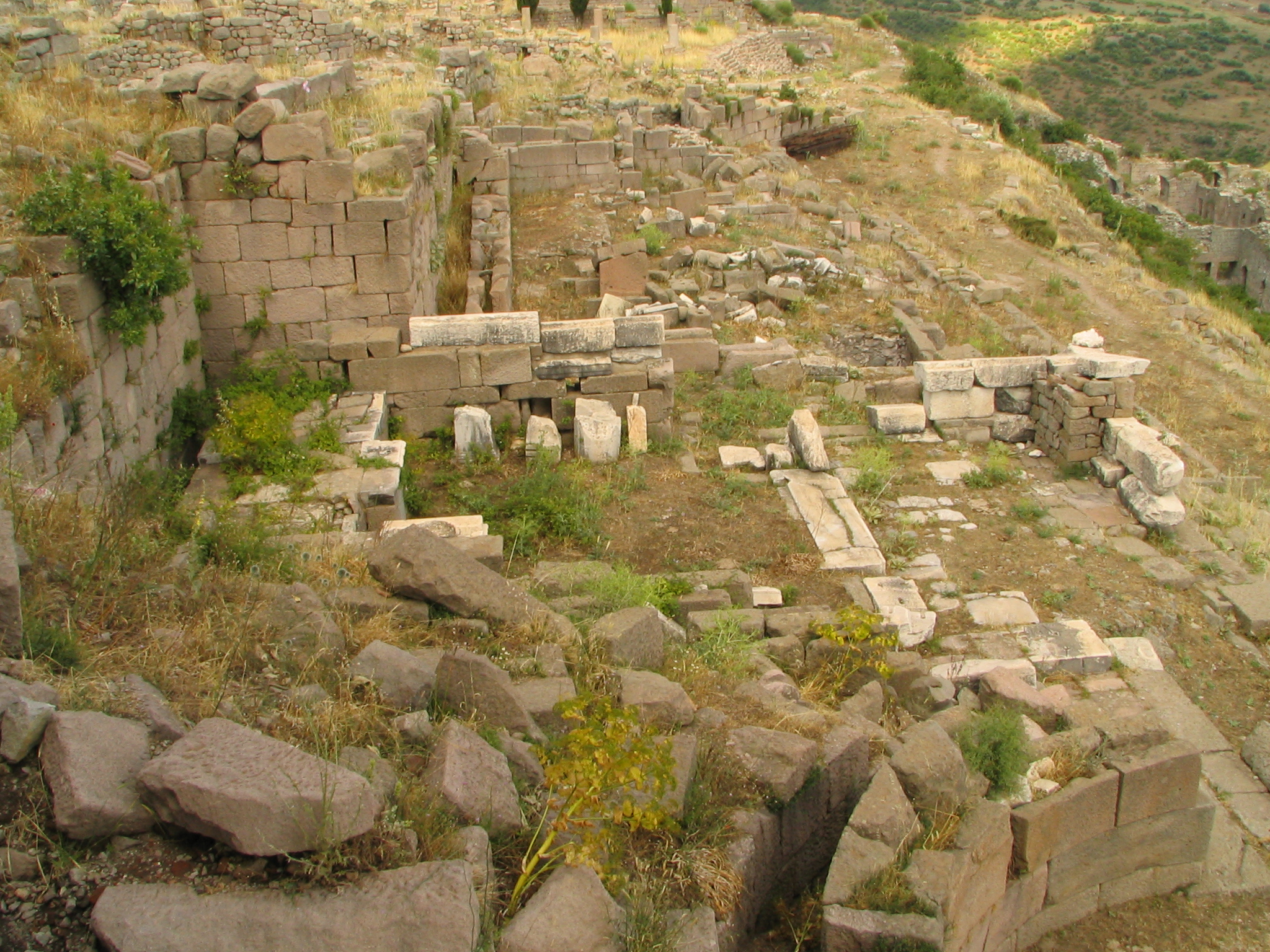
Heratempel und Heiligtum von Westen

Das Heiligtum der Hera Basileia lag nördlich der oberen Gymnasionterrasse. Seine Anlage bestand aus zwei parallelen Terrassen, deren südliche etwa 107,40 Meter, deren nördliche etwa 109,80 Meter über Meereshöhe lag. Die obere trug in etwa mittig den nach Süden sich öffnenden Heratempel, dem im Westen eine 6 Meter breite Exedra, im Osten ein in seiner Funktion nicht näher zu bestimmender Bau zur Seite standen. Die beiden Terrassen waren über eine rund 7,50 Meter breite, aus elf Stufen gebildete Treppe vor der Tempelfront miteinander verbunden.
Der etwa 7 × 12 Meter große Tempel erhob sich auf einem dreistufigen Unterbau und war als viersäuliger Prostylos dorischer Ordnung gebildet, dessen Gebälk mit je drei Triglyphen und Metopen pro Joch rhythmisiert war. Bestanden alle übrigen Bauten des Heiligtums aus Trachyt, so waren die sichtbaren Teile des Tempels aus Marmor gearbeitet oder zumindest mit Marmor verkleidet. Die Kultbildbasis im Inneren der Cella diente der Aufstellung von drei Kultbildern.
Die erhaltenen Reste der Architravinschrift weisen den Bau als Tempel der Hera Basileia aus, der von Attalos II. errichtet wurde.

### Dionysostempel

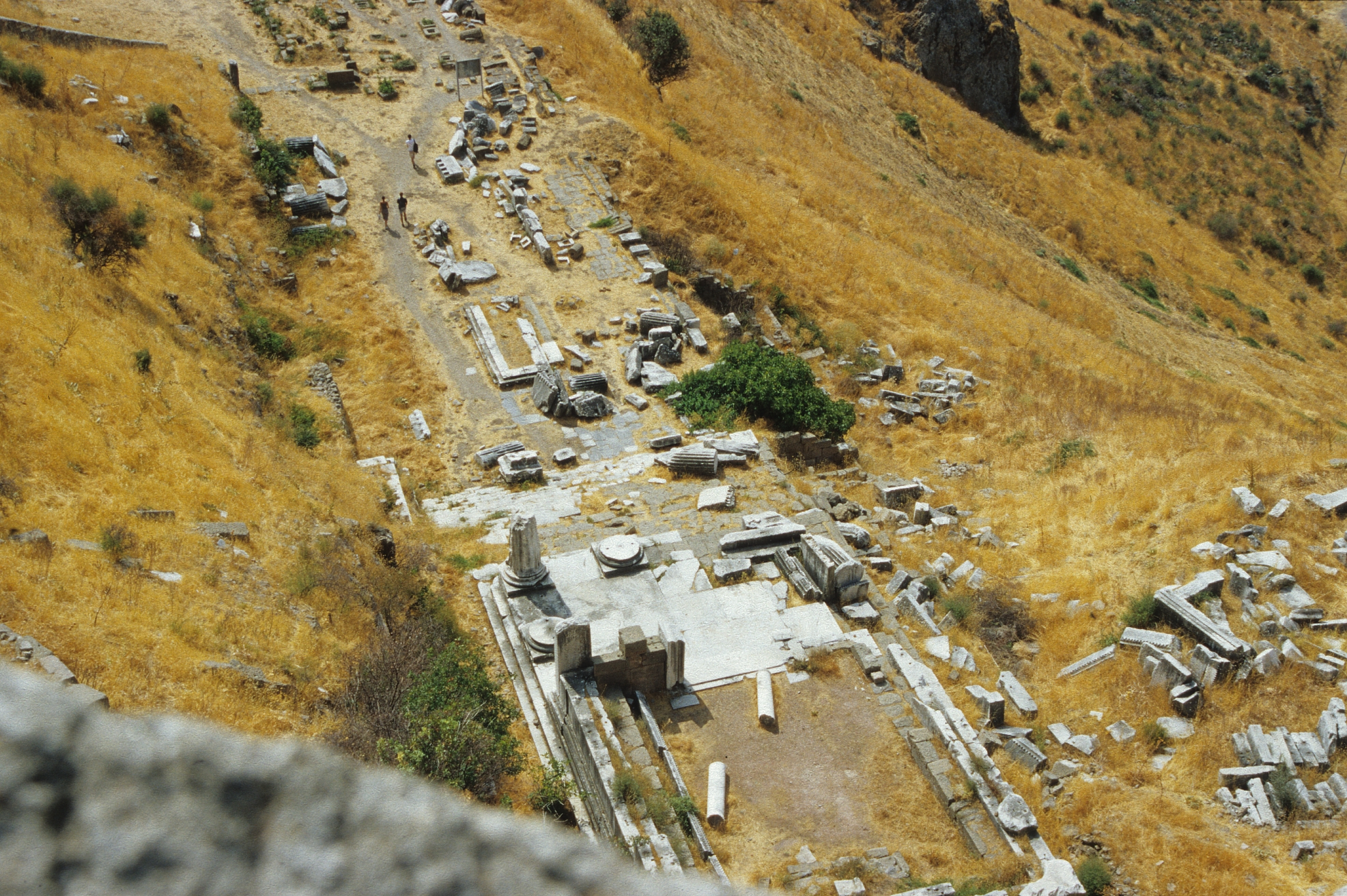
Dionysostempel am Nordende der Theaterterrasse

Die Attaliden brachten dem Dionysos, der in Pergamon den Beinamen Kathegemon trug, bereits im letzten Drittel des 3. Jahrhunderts v. Chr. besondere Verehrung entgegen und erkoren ihn zum Hauptgott ihrer Dynastie. Im 2. Jahrhundert v. Chr. ließ wohl Eumenes II. am nördlichen Ende der Theater-Terrasse einen Dionysostempel errichten. Der 4,50 Meter über das Niveau der Theaterterrasse erhobene marmorne Podiumstempel war als ionischer Prostylos mit vier Frontsäulen und zwei Säulen tiefer Vorhalle konzipiert und konnte über eine 25-stufige Freitreppe betreten werden. Von der hellenistischen Bauphase sind nur wenige Reste erhalten. Der weitaus größte Anteil des erhaltenen Baumaterials stammt von einer Erneuerung des Tempels, die wahrscheinlich unter Caracalla, vielleicht aber auch bereits unter Hadrian durchgeführt wurde.

### Trajaneum

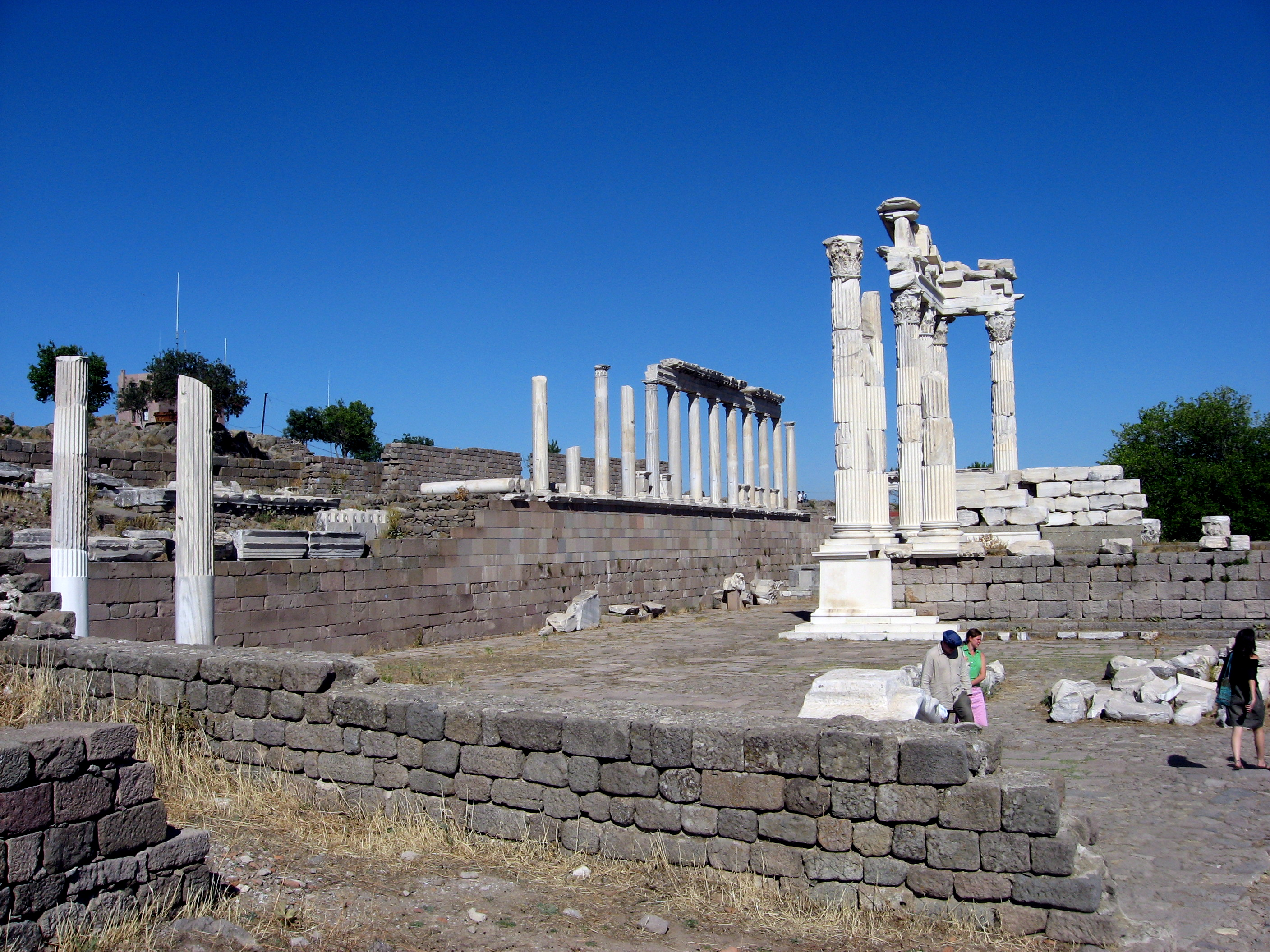
Trajaneum in Pergamon

Auf der höchsten Stelle des Burgbergs erhob sich der Tempel für Trajan und Zeus Philios. Auf einer mit Gewölbekonstruktionen vorbereiteten Terrasse erhob sich mittig der Tempel auf einem 2,90 Meter hohen Podium. Der Tempel selbst war ein rund 18 Meter breiter Peripteros korinthischer Ordnung mit 6 × 9 Säulen und zwei Säulenstellungen zwischen den Anten. Im Norden wurde das Areal durch eine erhöht stehende Säulenhalle abgeschlossen, während Ost- und Westseite lediglich von einfachen Quadermauern begrenzt waren, in hadrianischer Zeit aber durch Säulenhallen ersetzt wurden.
Bei den Ausgrabungen fand man im Schutt der Cella Statuenfragmente des Trajan und des Hadrian, insbesondere die Porträtköpfe, und Statuenfragmente von der Kultstatue des Zeus Philios.

### Rote Halle

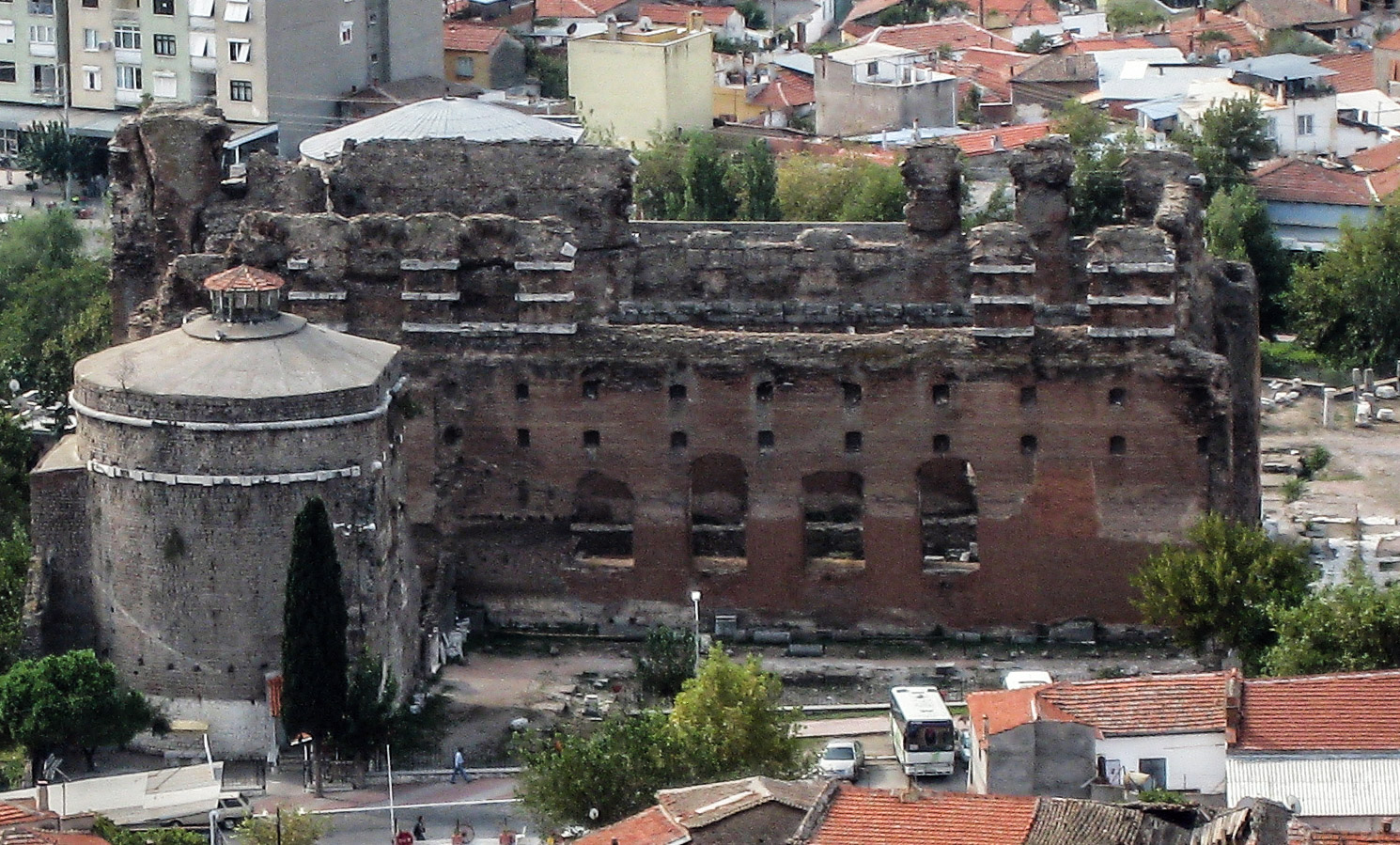
Rote Halle und Rundbauten von Norden

Am südlichen Fuß des Akropolishügels im Stadtgebiet von Bergama liegt, ehemals eingebettet in das Straßensystem der Unterstadt, ein unter Hadrian gebautes Heiligtum, das heute Rote Halle (türkisch Kızıl Avlu) genannt wird. Dazu gehört ein 100 × 265 m großes, ummauertes Temenos mit an drei Seiten umlaufenden Portiken, das heute zu mehr als zwei Dritteln von modernen Häusern überbaut ist. Nach heutigem Forschungsstand war es ein Tempel der ägyptischen Götter, wohl des Serapis und der Isis, aber auch ein Ort des Kaiserkults. Das Hauptgebäude war ein 60 × 26 m großer, ursprünglich mit Marmor verkleideter Backsteinbau, innen mit umlaufenden zweigeschossigen Portiken ausgestattet. Im Zentrum befanden sich verschiedene Wasserbecken und eine monumentale, begehbare Statue, wahrscheinlich des Serapis. Seitlich des Hauptgebäudes stehen zwei überkuppelte Rundbauten von über 16 m Höhe, die vermutlich ebenfalls kultischen Zwecken dienten. Seitlich des Haupttempels, den Rundbauten vorgelagert, liegt auf jeder Seite ein Hof, ebenfalls mit Wasserbecken und überdachten Säulengängen, wobei die ägyptisierenden Säulen die Form von doppelten Karyatiden haben, bestehend aus einer männlichen und einer weiblichen Götterfigur. In byzantinischer Zeit wurde in den Tempel eine dreischiffige Basilika eingebaut.
Unter dem westlich liegenden Haupthof fließt, durch die Brücke von Pergamon überkuppelt, der Selinus (heute Bergama Çayı), der Stadtfluss von Pergamon.

### Asklepieion

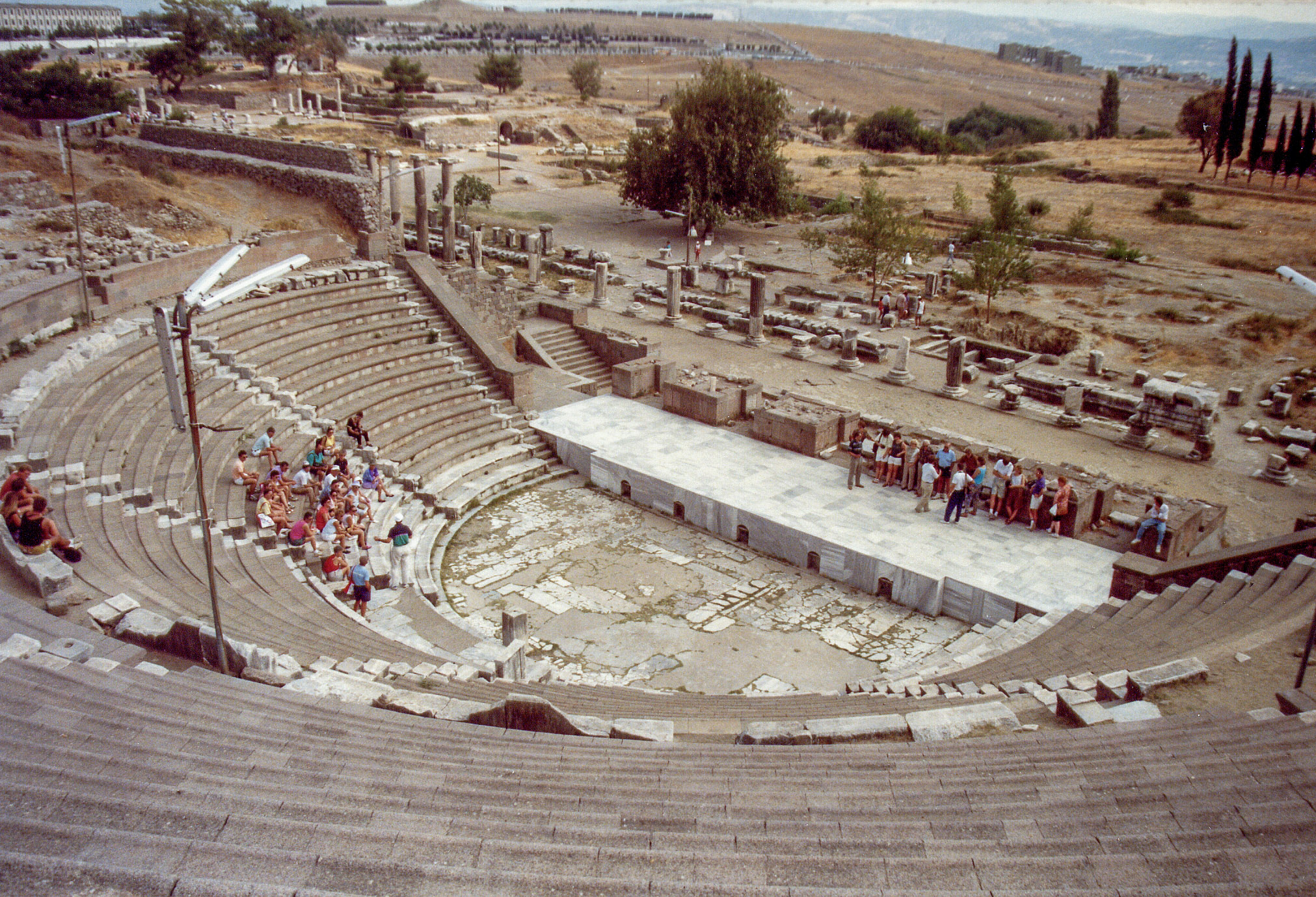
Das Asklepieion vom römischen Theater aus

Der Asklepioskult wurde in Pergamon bereits im 4. Jahrhundert v. Chr. eingerichtet und lag zunächst erblich in der Familie eines gewissen Archias, des Begründers des Kultes. Unter Eumenes II. wurde er zum Staatskult erhoben. Den Zugang zum Asklepieion ermöglichte eine 820 Meter lange prunkvolle Straße, die zumindest in ihrem ersten Teil, hatte man einen den Zugang bildenden Torbau durchschritten, als via tecta überwölbt war.
Das Asklepieion in seiner heute bekannten Gestaltung ist auf einen Ausbau in der Zeit des Antoninus Pius zurückzuführen. Das römische Heiligtum war ein von Gebäuden und Hallen umgebener Hof von 110 × 130 Metern Ausdehnung, dem im Osten, wo die Prunkstraße endete, ein großer Vorhof und ein Propylon vorgelagert waren.
Südlich des Propylons und somit am Rande des Hofareals befand sich der römische Tempel für Asklepios Soter oder Zeus Soter Asklepios. Der Bau ist eine kleinere Nachbildung des Pantheon in Rom. Auf der Südostecke des Areals stand ein zweigeschossiger Rundbau, der dem Kurbetrieb diente. Er war durch einen rund 80 Meter langen unterirdischen Gang mit dem Kultzentrum der Anlage, der heiligen, radioaktiven Quelle, verbunden.
Süd-, West- und Nordseite der Hofanlage waren von Säulenhallen gesäumt, nördlich der Nordhalle und in deren westlichem Bereich lag ein römisches Theater, das mit seinen 29 Marmorsitzreihen rund 3 500 Zuschauer fassen konnte.

## Profanbauten
Die relativ schlichten und sich um Peristylanlagen gruppierenden Paläste Attalos’ I. und Eumenes’ II. mit ihren in der Nähe befindlichen Kasernen und Arsenalen auf der Akropolis, Säulenhallen und öffentliche Monumente gehörten neben zahlreichen weiteren Einrichtungen genauso zum Stadtbild Pergamons wie Theater, ein gewaltiger Gymnasionkomplex und eine zur damaligen Zeit weltberühmte Bibliothek.

### Theater

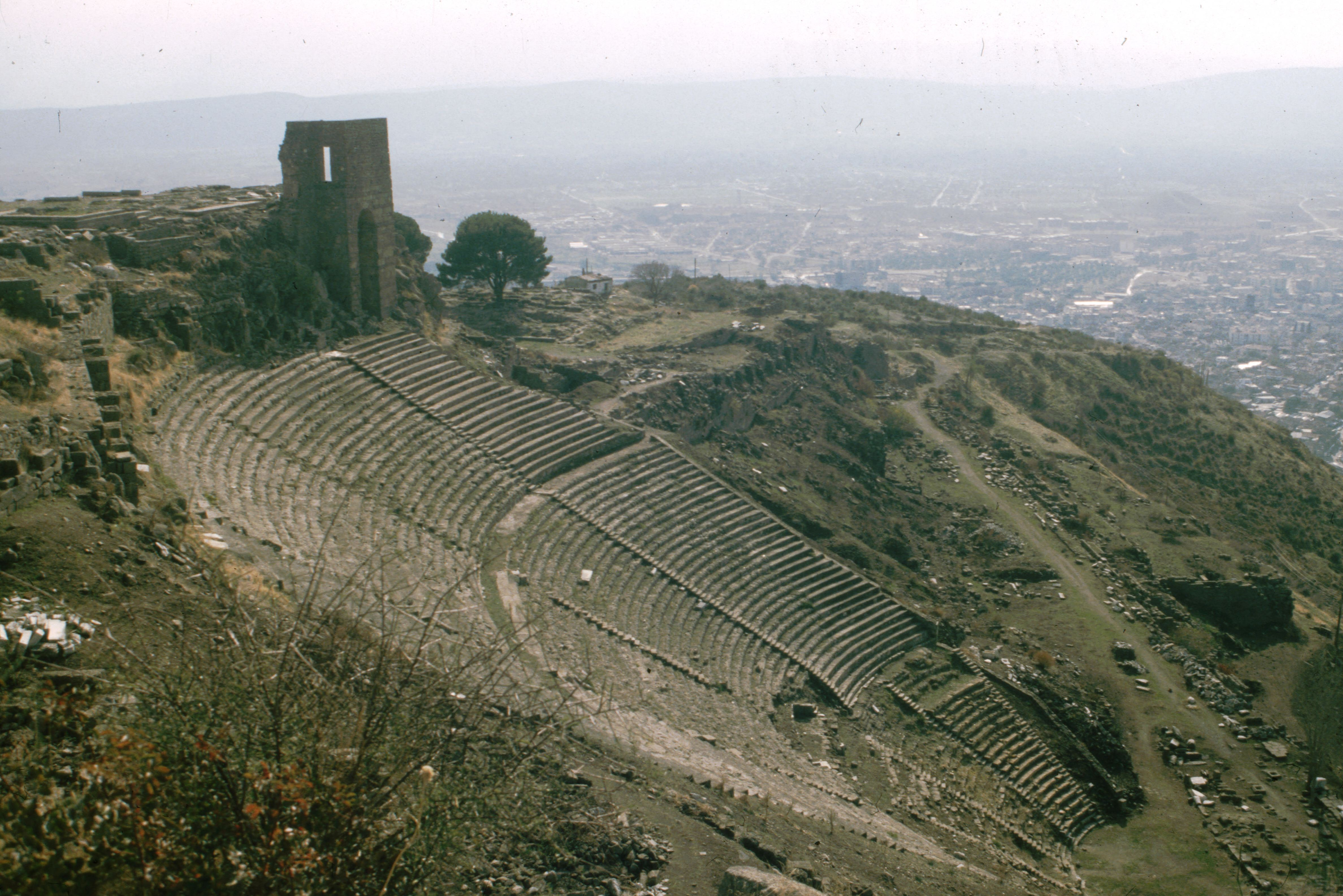
Das Hangtheater von Pergamon

Gut erhalten ist das Theater, überwiegend aus hellenistischer Zeit, das 10 000 Zuschauern Platz bot, mit 78 Sitzreihen 36 Höhenmeter überwand und damit das am steilsten ansteigende Zuschauerrund aller antiken Theater besaß. Drei Diazoma genannte Gürtelgänge teilten die Zuschauermuschel, das Koilon, in Ränge, die vertikal durch 0,75 Meter schmale Treppen erschlossen wurden und den Zuschauerraum in sechs und sieben Keile teilten. Unterhalb des Theaters lag eine 247 Meter lange und bis zu 17,40 Meter breite Terrasse, die auf hohen Stützmauern ruhte und an den Langseiten von Säulenhallen gerahmt war. Vom Oberen Markt kommend, konnte man sie durch einen sich im Süden befindenden Torbau betreten. Für eine kreisrunde Orchestra, wie sie für das griechische Theater zu erwarten ist, war auf dieser Terrasse kein Platz. Stattdessen errichtete man bei Bedarf nur ein hölzernes Bühnengebäude, das außerhalb der Spielzeit abgebaut wurde. Somit wurde die Blickachse entlang der Terrasse auf den Dionysostempel am nördlichen Ende, dem die ganze Inszenierung diente, nicht beeinträchtigt. Erst im frühen 1. Jahrhundert v. Chr. wurde ein marmornes Bühnengebäude errichtet. Aus römischer Zeit stammen weitere Theateranlagen, eine in der römischen Neustadt, die andere im Kultkomplex des Asklepios.

### Gymnasion
Eine ausgedehnte, im 2. Jahrhundert v. Chr. errichtete Gymnasionanlage lag am Südhang der Akropolis. Der Hauptzugang zum Gymnasion lag an der Südostecke der unteren von den drei Terrassen der Anlage. Die kleine Südterrasse besaß so gut wie keine baulichen Einrichtungen und wird als Knabengymnasion angesprochen. Die mittlere Terrasse war rund 250 Meter lang und in ihrem zentralen Bereich etwa 70 Meter tief. An ihrer Nordseite stand eine zweigeschossige Halle. Im Osten des Platzes erhob sich ein kleiner prostyler Tempel korinthischer Ordnung. Am Übergang von der mittleren zur oberen Gymnasionterrasse befand sich ein gedecktes Stadion, das sogenannte „Kellerstadion“.
Die obere und mit 150 × 70 Metern zugleich größte Terrasse war ein von Säulenhallen und anderen Gebäuden umgebener Hof, der allein rund 36 Metern × 74 Metern maß. Dieser als Palästra anzusprechende Komplex besaß hinter seiner nördlichen Säulenhalle einen theaterförmigen Unterrichtsraum wohl römischer Zeit und mittig einen großen Festsaal. Weitere Räume unklarer Funktion waren von den Säulenhallen aus zugänglich. Im Westen stand ein nach Süden gerichteter ionischer Antentempel als zentrales Heiligtum des Gymnasions. Der Ostbereich wurde in römischer Zeit durch eine Thermenanlage überbaut. Weitere römische Bäder wurden westlich des ionischen Tempels errichtet.

### Bibliothek
Die Bibliothek von Pergamon war nach derjenigen von Alexandria die zweitgrößte der antiken griechischen Welt und soll mindestens 200 000 Buchrollen umfasst haben. Die Lokalisierung des Bibliotheksgebäudes ist nicht gesichert. Seit den Ausgrabungen des 19. Jahrhunderts wird es zumeist in einem Anbau der unter Eumenes II. errichteten nördlichen Säulenhalle des Athenabezirks auf der Oberburg erkannt. Inschriftenfunde im Gymnasion mit der Nennung einer Bibliothek mögen aber darauf hindeuten, dass das Gebäude dort zu suchen ist. Die bei Plinius überlieferte und auf Varros De bibliothecis libri III zurückgehende Geschichte, nach der das Pergament in Pergamon erfunden wurde, ist wohl in den Bereich der Legende zu verweisen. Die Bibliotheksbestände verschenkte Marc Anton der octavianischen Propaganda zufolge an Kleopatra. Sowohl die Schenkung als auch der Brand der Bibliothek von Alexandria im Jahr 41 v. Chr., deren Bestände durch diese Schenkung wieder aufgebaut werden sollten, sind in ihrer Historizität umstritten.

## Persönlichkeiten
- Antipas von Pergamon, früher Christ und Heiliger
- Galenos, Arzt und Anatom
- Hegesinus von Pergamon, Philosoph
- Kratippos von Pergamon, Philosoph
- Mithridates von Pergamon, Fürst und Parteigänger Cäsars
- Oreibasios, Arzt

### Altertümer von Pergamon
Grundlegend ist die Reihe der Altertümer von Pergamon (de Gruyter, Berlin).
- Band I 1: Alexander Conze: Stadt und Landschaft (1912) Digitalisat
- Band I 2: Alexander Conze: Stadt und Landschaft (1913) Digitalisat
- Band I 3: Alexander Conze (Hrsg.): Stadt und Landschaft 3: Friedrich Graeber: Die Wasserleitungen (1913) Digitalisat Tafelband zu Band I, 1–3
- Band I 4: Günther Garbrecht: Die Wasserversorgung von Pergamon (2001)
- Band II: Richard Bohn: Das Heiligtum der Athena Polias Nikephoros (1885) Digitalisat, Tafelband
- Band III 1: Jakob Schrammen: Der grosse Altar – der obere Markt (1906) Digitalisat Tafelband
- Band III 2: Hermann Winnefeld: Die Friese des groszen Altars (1910) Digitalisat Tafelband
- Band III 3: Manfred Klinkott: Das Fundament des Pergamonaltars und die Aufnahme seiner Fassadenfragmente (2020)
- Band IV: Richard Bohn: Die Theater-Terrasse (1896) Digitalisat Tafelband
- Band V 1: Georg Kawerau, Theodor Wiegand: Die Paläste der Hochburg (1930) Digitalisat Tafelband
- Band V 2: Hermann Stiller: Das Traianeum. Berlin 1895 Digitalisat Tafelband
- Band VI: Paul Schazmann: Das Gymnasion. Der Tempelbezirk der Hera Basileia (1923) Digitalisat Tafelband
- Band VII 1: Franz Winter: Die Skulpturen mit Ausnahme der Altarreliefs (1908) Digitalisat
- Band VII 2: Franz Winter: Die Skulpturen mit Ausnahme der Altarreliefs (1908) Digitalisat Tafelband
- Band VIII 1: Max Fränkel (Hrsg.): Die Inschriften von Pergamon (1890) Digitalisat
- Band VIII 2: Max Fränkel (Hrsg.): Die Inschriften von Pergamon  (1895) Digitalisat
- Band VIII 3: Christian Habicht, Michael Wörrle: Die Inschriften des Asklepieions (1969)
- Band IX: Erich Boehringer, Friedrich Krauss: Das Temenos für den Herrscherkult (1937)
- Band X: Ákos von Szalay, Erich Boehringer und andere.: Die hellenistischen Arsenale. Garten der Königin (1937)
- Band XI 1: Oskar Ziegenaus, Gioia de Luca: Das Asklepieion. Der südliche Temenosbezirk in hellenistischer und frührömischer Zeit (1968)
- Band XI 2: Oskar Ziegenaus, Gioia de Luca: Das Asklepieion. Der nördliche Temenosbezirk und angrenzende Anlagen in hellenistischer und frührömischer Zeit (1975)
- Band XI 3: Oskar Ziegenaus: Das Asklepieion. Die Kultbauten aus römischer Zeit an der Ostseite des Heiligen Bezirks (1981)
- Band XI 4: Gioia de Luca: Das Asklepieion. Via Tecta und Hallenstraße. Die Funde (1984)
- Band XI 5: Adolf Hoffmann, Gioia de Luca: Das Asklepieion. Die Platzhallen und die zugehörigen Annexbauten in römischer Zeit (2011)
- Band XII: Klaus Nohlen, Wolfgang Radt: Kapıkaya. Ein Felsheiligtum bei Pergamon (1978)
- Band XIII: Carl Helmut Bohtz: Das Demeter-Heiligtum (1981)
- Band XIV: Doris Pinkwart, Wolf Stammnitz, Peristylhäuser westlich der Unteren Agora (1984)
- Band XV 1: Meinrad N. Filgis, Wolfgang Radt: Die Stadtgrabung. Das Heroon (1986)
- Band XV 2: Klaus Rheidt: Die Stadtgrabung. Die byzantinische Wohnstadt (1991)
- Band XV 3: Ulrike Wulf: Die Stadtgrabung. Die hellenistischen und römischen Wohnhäuser von Pergamon. Unter Berücksichtigung der Anlagen zwischen der Mittel- und der Ostgasse. (1999)
- Band XV 4: Holger Schwarzer: Das Gebäude mit dem Podiensaal in der Stadtgrabung von Pergamon. Studien zu sakralen Banketträumen mit Liegepodien in der Antike (2008)
- Band XV 5: Martin Bachmann, Wolfgang Radt: Bau Z – Architektur und Wanddekor (2017)
- Band XVI 1: Manfred Klinkott: Die byzantinischen Befestigungsanlagen von Pergamon mit ihrer Wehr- und Baugeschichte (2001)
- Band XVII: Benjamin Engels: Das Grottenheiligtum am Osthang. Eine Mikrostudie zur späthellenistischen Kultpraxis (2021)

### Weitere Literatur
- Soi Agelidis: Vom Palladion zur Nikephoros. Der Kult der Athena im Kontext der Herrschaftslegitimation im spätklassischen und hellenistischen Pergamon. In: Istanbuler Mitteilungen. Band 64, 2014, S. 73–126.
- Stephan W. E. Blum, Frank Schweizer, Rüstem Aslan: Luftbilder antiker Landschaften und Stätten der Türkei. Philipp von Zabern, Mainz 2006, ISBN 978-3-8053-3653-6, S. 24–29.
- Ralf Grüßinger, Volker Kästner, Andreas Scholl (Hrsg.): Pergamon. Panorama der antiken Metropole. Imhof, Petersberg 2011, ISBN 978-3-86568-693-0.
- Helmut Koester (Hrsg.): Pergamon: Citadel of the Gods. Archaeological Record, Literary Description, and Religious Development. Trinity Press International, Harrisburg 1998 (Harvard Theological Studies. Band 46) ISBN 1-56338-261-X.
- Erwin Ohlemutz: Die Kulte und Heiligtümer der Götter in Pergamon. Würzburg 1940.
- Wolfgang Radt: Pergamon. Geschichte und Bauten einer antiken Metropole. Wissenschaftliche Buchgesellschaft, Darmstadt 2005, ISBN 3-89678-116-2.
- Kai Wellbrock: Die innerstädtische Wasserbewirtschaftung im hellenistisch-römischen Pergamon (= Schriften der Deutschen Wasserhistorischen Gesellschaft. Sonderband 14). Papierfliegerverlag, Siegburg 2016, ISBN 978-3-86948-521-8 (online).
- Martin Zimmermann: Pergamon. Geschichte, Kultur, Archäologie. C. H.Beck, München 2011. ISBN 978-3-406-62139-0.